# Ferrol
Ferrol es una ciudad y un municipio español situado en el norte de la provincia de La Coruña, en Galicia. Es la capital de la comarca que lleva su nombre y cabeza del partido judicial homónimo.
El municipio, situado en una península, se asienta hacia la ría de Ferrol, donde se encuentra la ciudad. El término municipal cuenta también con una destacada fachada litoral abierta al océano Atlántico en su zona rural, en la que se encuentran playas frecuentadas por aficionados al surf y windsurf. Por tierra limita únicamente con el municipio de Narón.
Con una población de 64 218 habitantes (INE 2024), es el tercer municipio más poblado de la provincia de La Coruña y el séptimo de Galicia. El área metropolitana de Ferrol, conocida como Ferrolterra,[cita requerida] es la tercera concentración urbana más poblada de Galicia, agrupando a las comarcas de Ferrol, Eume y Ortegal, con una población cercana a los 200 000 habitantes. La conurbación que forman la ciudad de Ferrol y la vecina Narón supera ya los 100 000 habitantes.
Es una ciudad orientada tradicionalmente hacia actividades marítimas y constituye uno de los principales polos industriales de Galicia. Cuenta con un histórico puerto pesquero y comercial, astilleros civiles y militares, instalaciones de la Armada y playas turísticas.

## Toponimia
Con casi diez siglos de historia, el topónimo Ferrol se registra por primera vez en un documento eclesiástico de la Catedral de Santiago de Compostela con fecha de 30 de marzo de 1087, en el que se mencionan en latín los «términos de sancto Iuliano de Ferrol», lo que supone la primera referencia no solo al lugar, sino también a un templo, posiblemente prerrománico o románico, dedicado al que es hasta hoy patrón de la ciudad (San Julián/San Xiao). Pocos años más tarde, en 1111 un nuevo documento, esta vez alusivo al entonces monasterio cercano de San Salvador de Pedroso, hacía mención, aún en latín, a una entidad laica, la Villa de Ferrol et suos homines et Villam de Canito.
A partir de entonces, el nombre Ferrol será el término usado para referirse a la villa medieval ferrolana, tal y como se comprueba en la documentación alusiva a alcaldes de la villa registrada en los tumbos del monasterio de Santa María de Sobrado: 

In Ferrol, alcaides: Vemudo Pelagii et Roderico Gundi (salui). (1212, Tumbo II, fol. 136 v.)
Alcaides in Ferrol: P(etro) Martinit et Ueremudo Pelagii ts. et cf., Laurencius qui notuit. (1218, Tumbo II, fols. 137 v.-138 r.)
Facto scripto huius annunctii sub era Ma CCa La VIIIa, mense iulii, in presentia alcallium et iudicum de Ferrol et aliorum bonorum hominum. (1220, Tumbo II, fols. 134 v.-135 r.)
In Ferrol alcaydes: Roderico Gundisaluit et Ueremudo Pelagii. (1222, Tumbo II, fol. 130 v.)
Qui presentes fuerunt: frater Petrus Fernandiz magister Grangie de Brion cum fratribus suis, Petrus Pelagii de Sarantes, Iohannes Petri de Sarantes, Garsia Ueremudit de Mandiam, Iohanni Triuio, Iohanni Moniz, Fernando Roderici de Sarantes, Iohanni Lupit, Petrus de Nuce, alcaide, Petrus Martini iudicem de Ferrol, domnus Bonus de Sarantes, frater eius Fernandus, Martinus de Ramus, Veremudo Roderici, Martinus Fernandiz de Cautum, Ouecus qui notuit. (1226, Tumbo II, fol. 135 v.)
Tumbos del monasterio de Sobrado

A lo largo de la Edad Media, siglos XIII, XIV y XV, los documentos locales, todos ellos escritos en lengua gallega (gallego-portuguesa) utilizaron la forma Ferrol como refleja la amplia documentación: Johan Paaez noteyro iurado do concelo de Ferrol (1261), Reçemill, qaes herdades et chantados son da frigesia de San Giao de Ferrol (leído San Xiao de Ferrol) (1314), frigesía de San Giao de Ferrol de Nos et do dito moesteýro (1346), dos conçellos de Pontedeume et Ferrol et Vila Alva (1416), Enna vyla de Ferrol, a qatro días do mes de janeiro (1490) y aún en 1506 María Lopes seys reales; débeme María Niansa de Ferrol nove, entre otros documentos.

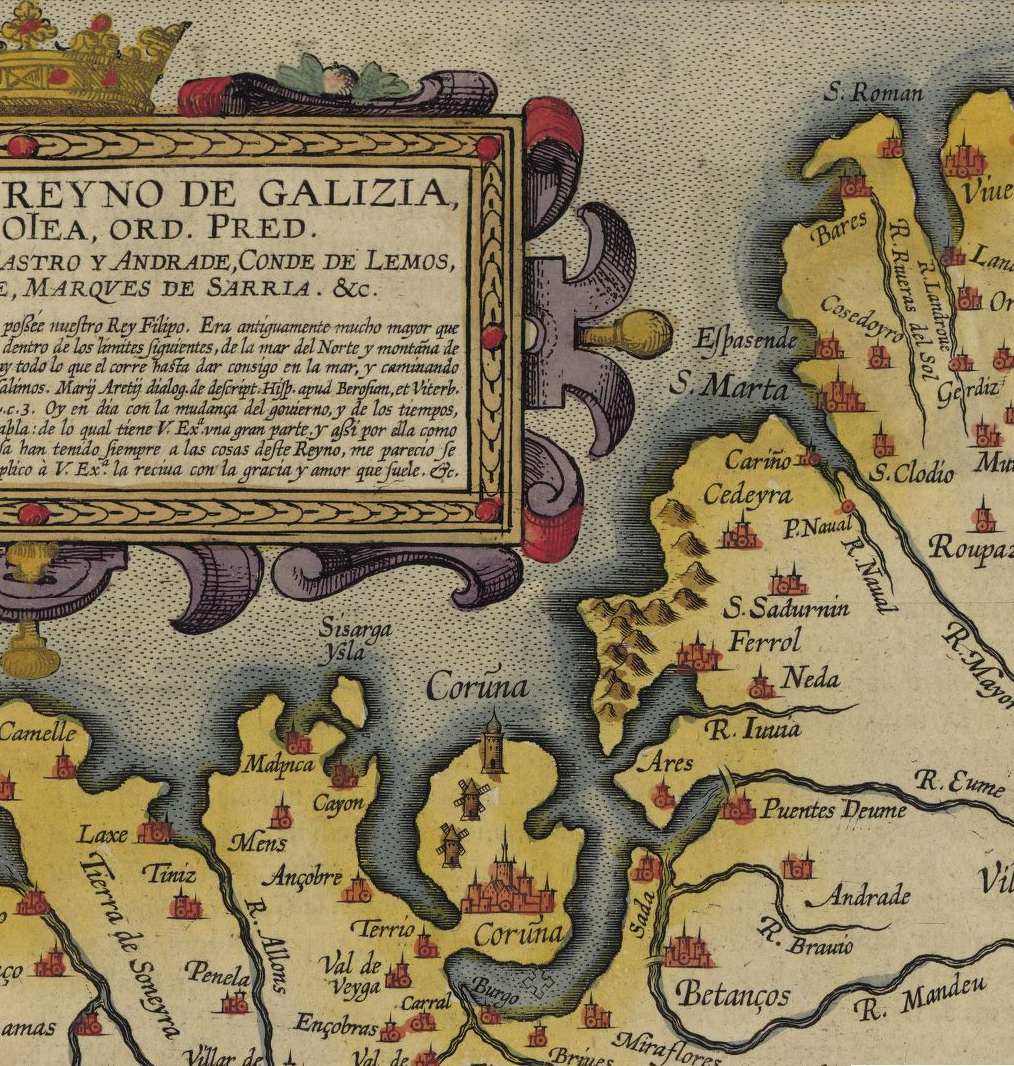
Cartografía de la Descripción del Reyno de Galizia realizada en 1603 por Fernando de Ojea donde aún se puede leer Ferrol

También los documentos emitidos desde corte castellana (todos ellos en lengua castellana) muestran el uso del nombre Ferrol a lo largo de la Edad Media. Así el rey Fernando III de Castilla se dirigirá a las autoridades ferrolanas como al «concejo de Ferrol» (1248), Alfonso X de Castilla también aludirá al puerto de Ferrol (1268), Enrique II de Trastámara lo mencionará en 1371 como «lugar de Ferrol» y aún en 1476, un documento emitido por los reyes Católicos lo llama «villa de Ferrol».
Si bien en gallego el nombre del municipio conservó su nombre original (Ferrol), en castellano a partir del siglo XVII comienzan a aparecer ocasionalmente vacilaciones, unas veces manteniendo el nombre como «Ferrol» y otras veces añadiéndole el artículo «el», El Ferrol, fenómeno novedoso este, se constata especialmente en autores andaluces y vinculados a la Corte en Madrid, así por ejemplo, en el romance «Despuntado he mil agujas» de Luis de Góngora, o en la obra Descripción de España y de las costas y puertos de sus reinos (1634) del cartógrafo real de origen portugués Pedro Texeira (al servicio del rey Felipe IV de España).

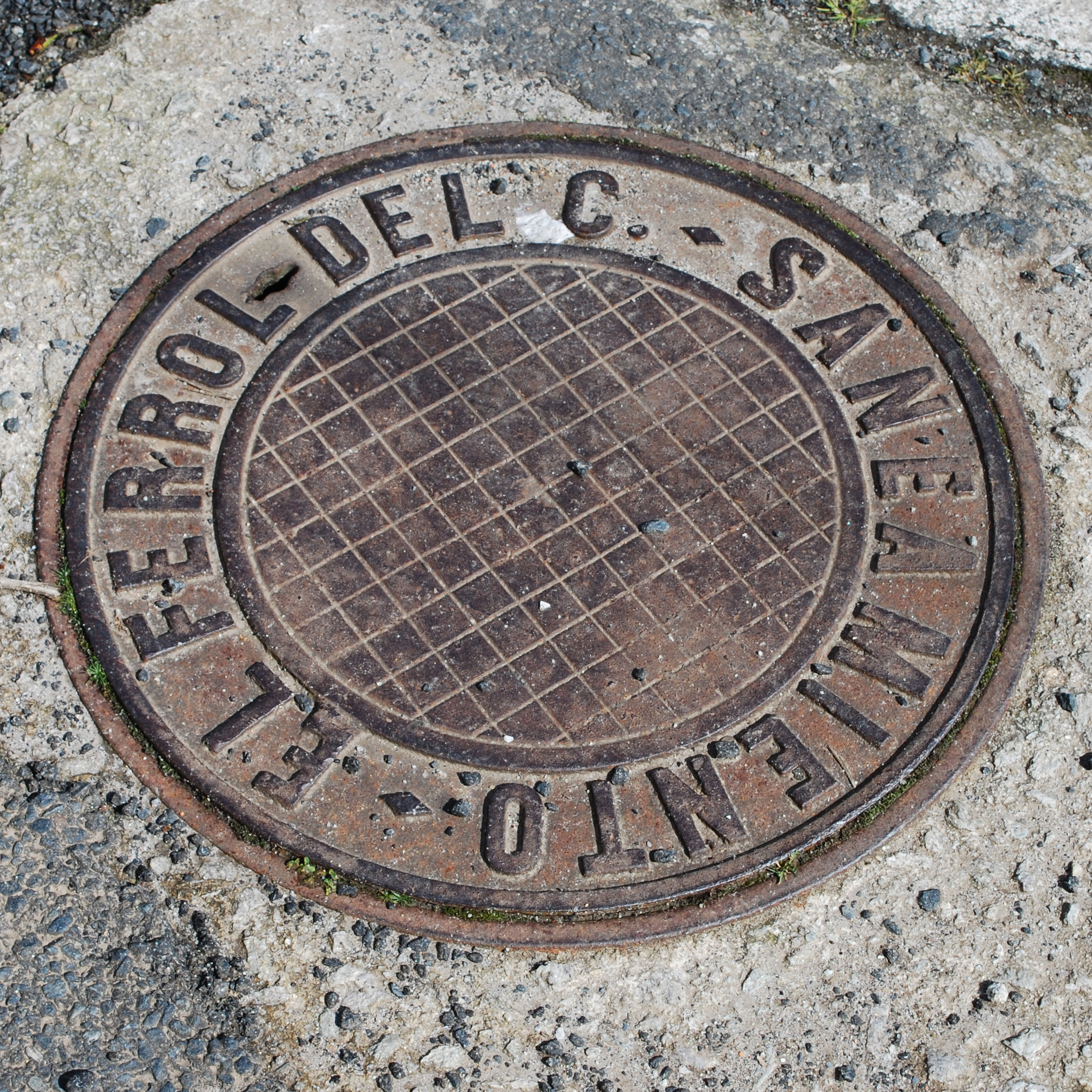
Tapa del alcantarillado municipal haciendo referencia a la denominación oficial desde 1938 hasta 1982 «El Ferrol del Caudillo» (foto de 2013)

No obstante, serán también muchos otros los autores y cartógrafos en lengua castellana que seguirán manteniendo el nombre de Ferrol, así Fernando Ojea en su Descripción del Reyno de Galizia (1603) grafía el nombre como Ferrol. Todavía en el año 1733 un Real Decreto firmado por el rey Felipe V aludía a «las villas de Ferrol y La Graña».
Ya a mediados del siglo XVIII, la documentación oficial escrita en lengua castellana hará uso mayoritariamente del nuevo término El Ferrol hasta el 30 de septiembre de 1938, en que una Orden del Ministerio del Interior a instancias de su titular Ramón Serrano Súñer (cuñado de Francisco Franco), cambió la denominación a El Ferrol del Caudillo, vinculando de este modo la ciudad al entonces nuevo dictador oriundo del municipio ferrolano. Tras la muerte de Francisco Franco en noviembre de 1975, siete años más tarde, el 28 de diciembre de 1982, el ayuntamiento ferrolano aprobó una moción para recuperar la denominación anterior, El Ferrol, sin «del Caudillo». Finalmente, el 5 de octubre de 1984 la denominación oficial del municipio recuperó el nombre original en gallego, y también en castellano, de Ferrol, actualmente único nombre oficial de la ciudad.
Sobre la etimología o significado del nombre Ferrol se han postulado diversas hipótesis a lo largo de los últimos trescientos años. Para algunos,[¿quién?] el nombre vendría avalado por la leyenda de un santo bretón de nombre San Ferreol, el cual habría llegado en un barco a tierras ferrolanas entre un coro de siete sirenas. Las hipótesis más probables consideran que el origen de este término se encuentra en la toponimia altomedieval, siendo la asociación de dos vocablos que pueden significar bien 'puerto cercano' o 'embarcadero sobre pilastras'. Otra interpretación es la del latín villa Ferreoli («villa medieval perteneciente a Ferreolus»).
Otra tradición cree que Ferrol proviene de 'farol', aludiendo a la figura heráldica que aparece en el escudo de armas de la ciudad (sin embargo, según los especialistas, el origen del escudo de Ferrol remonta únicamente al siglo XVIII, existiendo además diversas variantes empleadas a lo largo del tiempo, sin que se haya fijado, de acuerdo a la legislación aplicable desde la década de 1990, la composición heráldica de manera oficial).
Otra hipótesis sitúa el origen de Ferrol en la toponimia altomedieval a partir de un nombre personal, *Ferrolus, variante del latino Ferreolus o derivado de Ferrus. Este procedimiento de denominación fue muy frecuente en la toponimia gallega: se formaba a partir del genitivo, en una secuencia del tipo villa *Ferroli. Las referencias más antiguas son del siglo XI, con la misma forma que tuvo posteriormente: Veyga de Ferrol (1085), per terminos de sancto Juliano de Ferrol (1087), medietatem de mea villa de Ferrol (1111), Ferrol (1212), Petro Fernandit de Ferrol (1222), Petrus Martini, iudicem de Ferrol (1226).

## Geografía
El término municipal de Ferrol se encuentra ubicado en el noroeste de la provincia de La Coruña, perteneciente a Galicia, situada a su vez en el noroeste de la península ibérica. Sus límites vienen dados por la costa atlántica en el oeste, el municipio de Narón al norte y al este, y la ría de Ferrol en el sur. 
| Noroeste: Océano Atlántico | Norte: Océano Atlántico | Nordeste: Narón        |
| Oeste: Océano Atlántico    |                         | Este: Narón            |
| Suroeste: Ría de Ferrol    | Sur: Ría de Ferrol      | Sureste: Ría de Ferrol |

Su situación, en la parte septentrional de una amplia ensenada, frente al océano Atlántico, hace que la ciudad goce de un clima oceánico, con temperaturas suaves durante todo el año y precipitaciones abundantes.
El municipio ofrece una permanente sucesión de contrastes: trazados medievales con calles estrechas y casas con galerías frente a imponentes construcciones militares, junto con playas abiertas al océano entre fortificados castillos (Castillo de San Felipe y Castillo de La Palma) que dominan la ría.

### Distritos
La ciudad está estructurada en su ámbito urbano en 11 distritos: 
- Ferrol Vello
- Canido
- Caranza (con los barrios de Bazán, As Telleiras, Polígono de Caranza y O Montón)
- San Pablo-Catabois (con los barrios de San Pablo, Catabois de Abaixo, Campo de Chao y Catabois de Arriba)
- Ensanche A (con los barrios de San Pedro Apóstol y O Inferniño)
- Recimil
- Ensanche B (conocido popularmente como Ultramar)
- Santa Mariña do Vilar (con los barrios de Porta de Neira, Casal dos Ovos, O Montiño, O Casquido, O Sino, Cardosas, O Vilar y O Loureiro)
- Esteiro (con los barrios de Esteiro Vello, Polígono de Esteiro, Campus Universitario, San Amaro y Pardo Bajo)
- San Xoán de Filgueira-Bertón (con los barrios de Beleicón, O Espiño, O Bertón, Filgueira, O Souto, Fajardo y Ponte das Cabras)
- A Magdalena o Centro

También integra el ámbito urbano de la ciudad una parte del polígono industrial y comercial de A Gándara.[cita requerida]

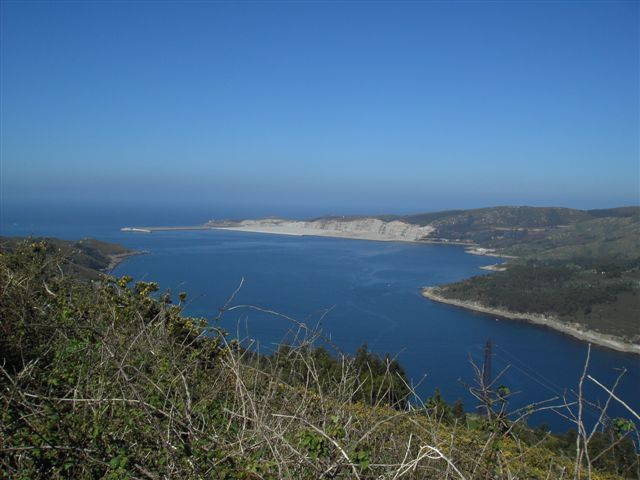
Entrada de la ría y el puerto exterior
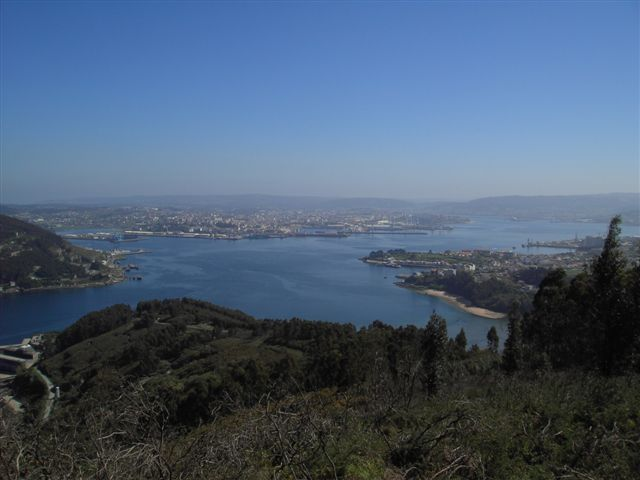
Mugardos y Ferrol
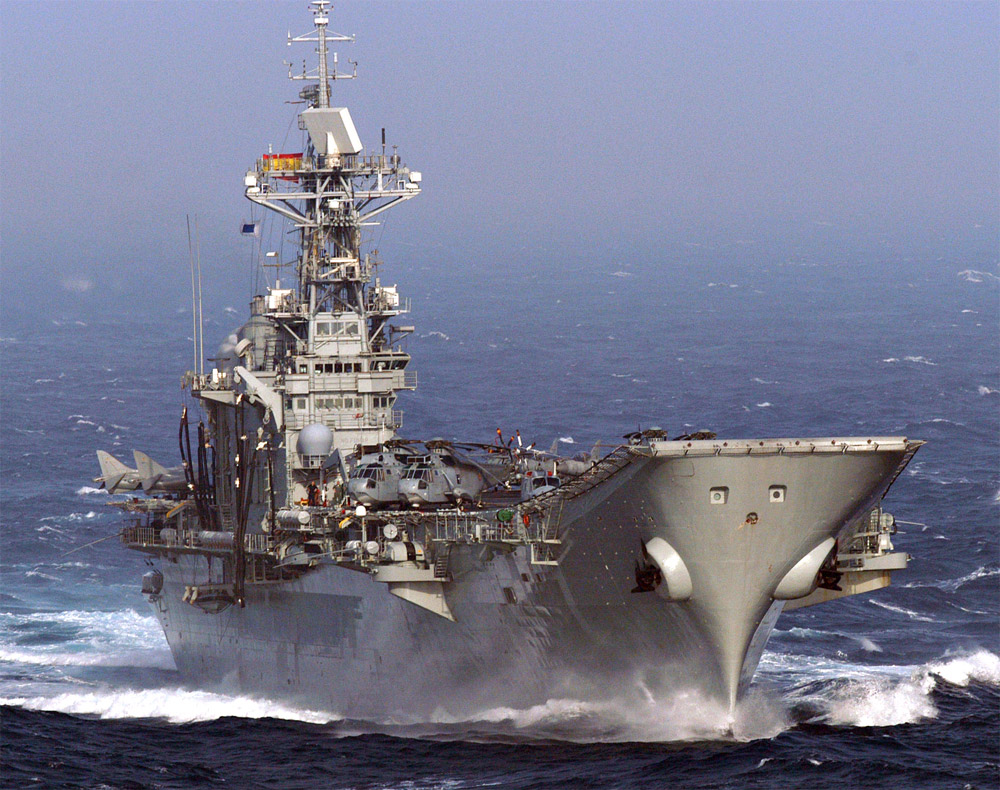
Portaaviones Príncipe de Asturias, construido en Ferrol
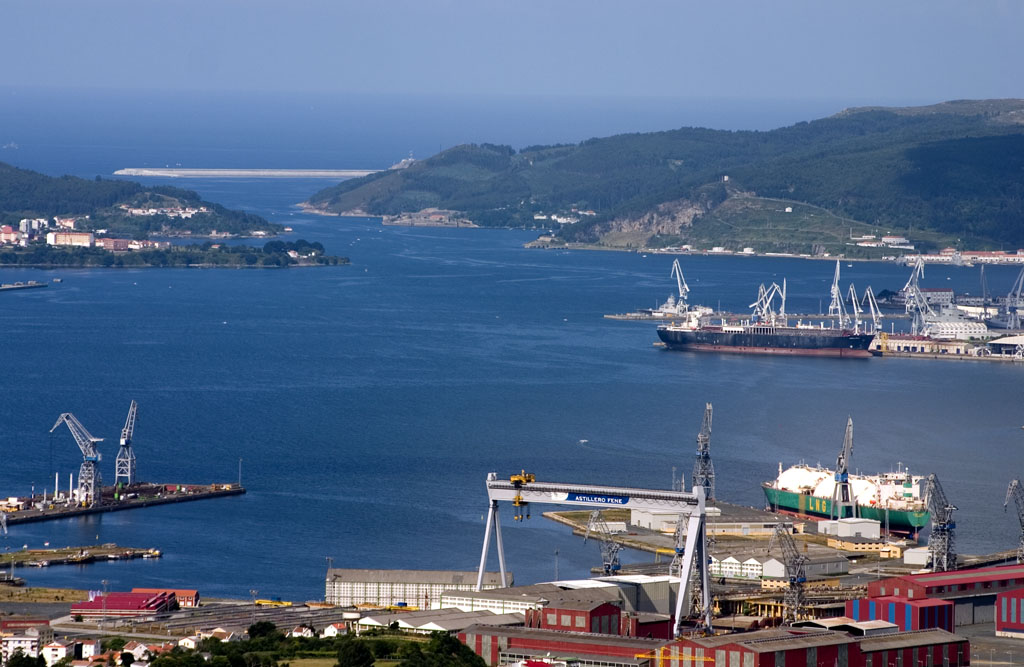
Vista de la ría y los astilleros

### Clima
Desde el punto de vista del clima, a Ferrol le corresponde un clima oceánico, con lluvias abundantes en otoño e inverno y veranos poco soleados, destacando las típicas nieblas costeras en verano.
| Parámetros climáticos promedio de Observatorio de Monteventoso | Parámetros climáticos promedio de Observatorio de Monteventoso | Parámetros climáticos promedio de Observatorio de Monteventoso | Parámetros climáticos promedio de Observatorio de Monteventoso | Parámetros climáticos promedio de Observatorio de Monteventoso | Parámetros climáticos promedio de Observatorio de Monteventoso | Parámetros climáticos promedio de Observatorio de Monteventoso | Parámetros climáticos promedio de Observatorio de Monteventoso | Parámetros climáticos promedio de Observatorio de Monteventoso | Parámetros climáticos promedio de Observatorio de Monteventoso | Parámetros climáticos promedio de Observatorio de Monteventoso | Parámetros climáticos promedio de Observatorio de Monteventoso | Parámetros climáticos promedio de Observatorio de Monteventoso | Parámetros climáticos promedio de Observatorio de Monteventoso |
| Mes                                                            | Ene.                                                           | Feb.                                                           | Mar.                                                           | Abr.                                                           | May.                                                           | Jun.                                                           | Jul.                                                           | Ago.                                                           | Sep.                                                           | Oct.                                                           | Nov.                                                           | Dic.                                                           | Anual                                                          |
| -------------------------------------------------------------- | -------------------------------------------------------------- | -------------------------------------------------------------- | -------------------------------------------------------------- | -------------------------------------------------------------- | -------------------------------------------------------------- | -------------------------------------------------------------- | -------------------------------------------------------------- | -------------------------------------------------------------- | -------------------------------------------------------------- | -------------------------------------------------------------- | -------------------------------------------------------------- | -------------------------------------------------------------- | -------------------------------------------------------------- |
| Temp. máx. media (°C)                                          | 11.3                                                           | 11.0                                                           | 13.3                                                           | 14.1                                                           | 16.1                                                           | 18.9                                                           | 20.6                                                           | 20.8                                                           | 19.6                                                           | 17.5                                                           | 13.7                                                           | 11.7                                                           | 15.7                                                           |
| Temp. media (°C)                                               | 9.3                                                            | 8.8                                                            | 10.7                                                           | 11.4                                                           | 13.3                                                           | 16.0                                                           | 17.8                                                           | 18.1                                                           | 17.1                                                           | 15.2                                                           | 11.7                                                           | 9.8                                                            | 13.3                                                           |
| Temp. mín. media (°C)                                          | 7.2                                                            | 6.6                                                            | 8.1                                                            | 8.7                                                            | 10.6                                                           | 13.2                                                           | 15.0                                                           | 15.4                                                           | 14.7                                                           | 13.0                                                           | 9.6                                                            | 7.8                                                            | 10.8                                                           |
| Precipitación total (mm)                                       | 115                                                            | 93                                                             | 113                                                            | 62                                                             | 78                                                             | 61                                                             | 26                                                             | 45                                                             | 74                                                             | 86                                                             | 102                                                            | 115                                                            | 970                                                            |
| Fuente: Ferrol.gal                                             |                                                                |                                                                |                                                                |                                                                |                                                                |                                                                |                                                                |                                                                |                                                                |                                                                |                                                                |                                                                |                                                                |

## Historia

### Prehistoria y Antigüedad

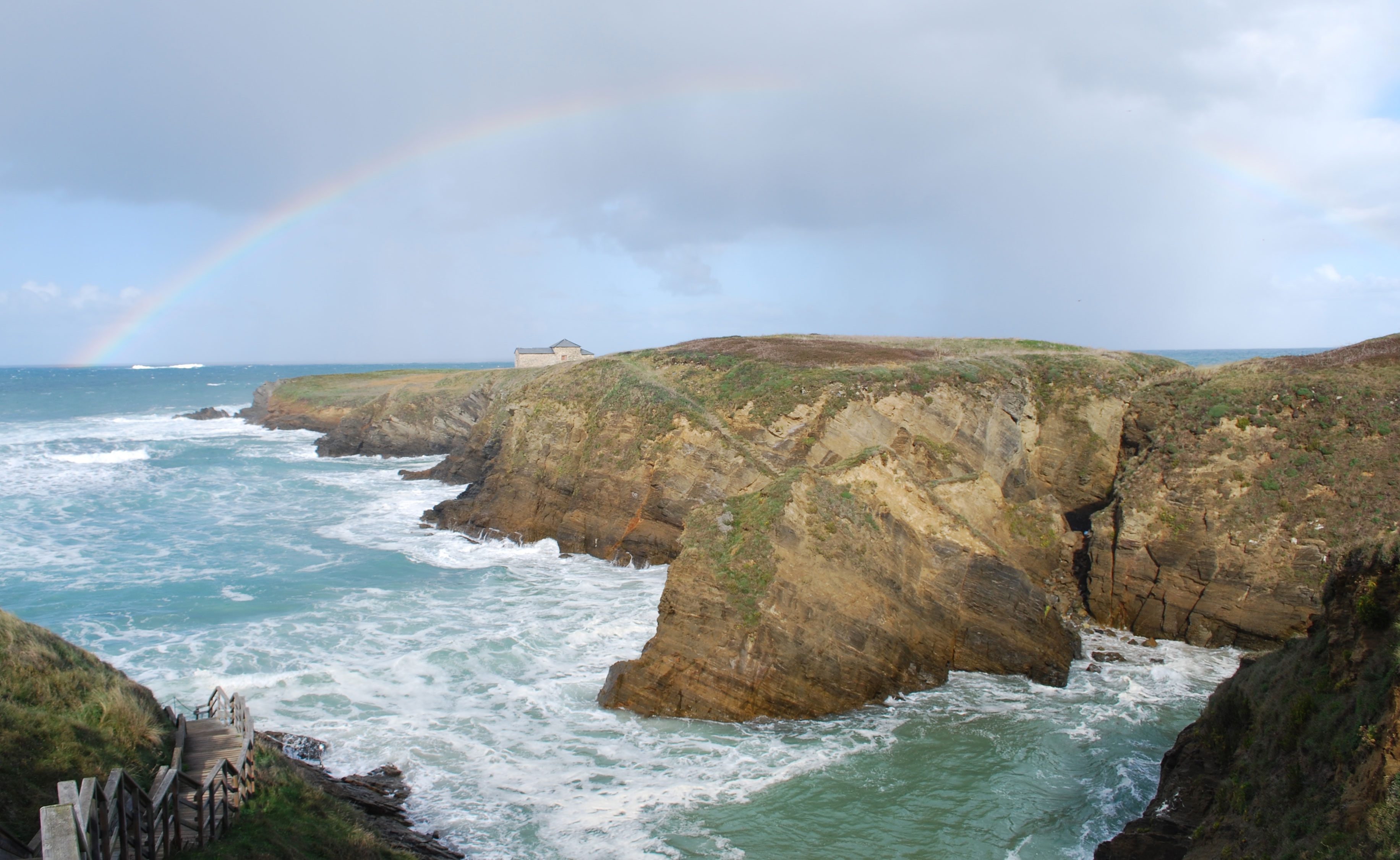
El castro de Santa Comba, poblado galaico de la Edad del Hierro.

El territorio de Ferrol posee yacimientos arqueológicos de comunidades protohistóricas que atestiguan la larga ocupación que las tierras de la Galicia septentrional han tenido al menos desde los siglos IX a. C. - VIII a. C.
Los restos más antiguos se sitúan en las colinas próximas a Brión, en el conocido como monte da Chá de Brión, y Espadañido (Esmelle), donde se localizan numerosos túmulos megalíticos o mámoas adscritos al período Neolítico, entre los años 5000 y 2500 a. C.
Del tradicional e intenso contacto marítimo entre los habitantes de las costas de las actuales Galicia, Irlanda, occidente de Francia y Gran Bretaña, surgió una cultura conocida como el Bronce final atlántico. Es en este momento, hacia el 1500 a. C., cuando se crean los primeros poblados calcolíticos y se empieza a hacer uso de los primeros metales (cobre) y surgen las representaciones pétreas conocidas como petroglifos. En las inmediaciones de Ferrol, en el monte de Chamorro, se registran las agrupaciones de petroglifos más destacables de este periodo.

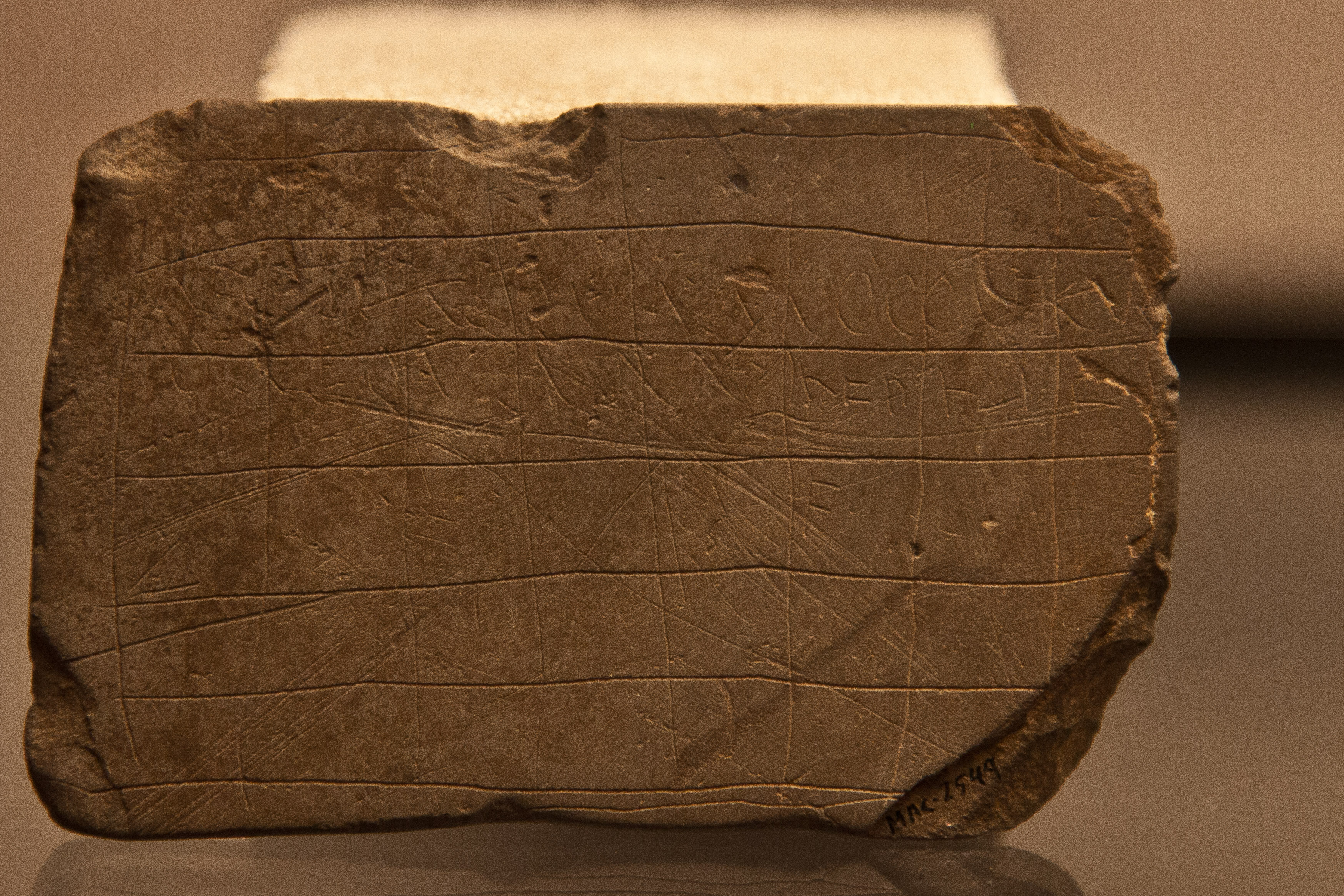
Placa epigráfica tardorromana (siglos IV-V d. C.) encontrada en Noville, Mugardos, en la ría de Ferrol

La Edad del Hierro, hacia el 900-800 a. C., se abre con el uso del hierro, un metal más resistente que supone un paso adelante en la tecnología primitiva. El tipo de yacimiento más característico de esta época es el poblado fortificado conocido como castro, algunos de cuyos mejores vestigios salpican el territorio ferrolano. Más de una docena de ellos todavía son visibles, con gran variedad de tipologías; costeros o peninsulares como los castros de Lobadiz y Santa Comba, castros situados en cimas de colinas como los de Tralocastro, Croa de Fontá o Santa Mariña y castros de llanura como los de Leixa o Gafos.
Gracias a las descripciones de historiadores greco-latinos como Pomponio Mela, Estrabón o Plinio, sabemos que estas fortificaciones pertenecían al grupo de pueblos celtas —o al menos de lengua celta— conocidos como galaicos. Más difícil supone, no obstante, determinar el nombre exacto del pueblo galaico que habitó los castros de Ferrol y su comarca. Mientras algunos autores atribuyen a los artabros el poblamiento de estas tierras —es conocido el nombre de Magnus Portus Artabroum ('gran puerto de los ártabros') con que Pomponio Mela bautizó a un enclave portuario de las Rías Altas gallegas— otros investigadores, especialmente en los últimos años, lo han hecho en favor de los trasancos, nombre este que además de registrarse a finales del siglo VI, vendría apoyado por la aparición de una inscripción en las cercanías del castro de Santa Comba que relacionaría a este grupo con el culto a una deidad galaica como fue Reve/Reue.
Estas poblaciones pasaron a pertenecer definitivamente al Imperio romano desde que Octavio Augusto se impuso militarmente hacia el 19 a. C. Como la mayor parte de los castros galaicos, los de tierras ferrolanas siguieron habitados, aunque paulatinamente fueron desapareciendo en favor de un nuevo tipo de explotación romana, la villae. Formando parte de la provincia romana de Gallaecia, las villae que entre los siglos III-VI se establecieron a los pies de la ría de Ferrol se especializaron en la exportación pesquera y conservera. Ejemplo de ello son los yacimientos arqueológicos de la villa de Noville (Mugardos) y Cariño (Ferrol), la primera una villa a mare tardorromana y la segunda una factoría de época imperial.

### Alta Edad Media

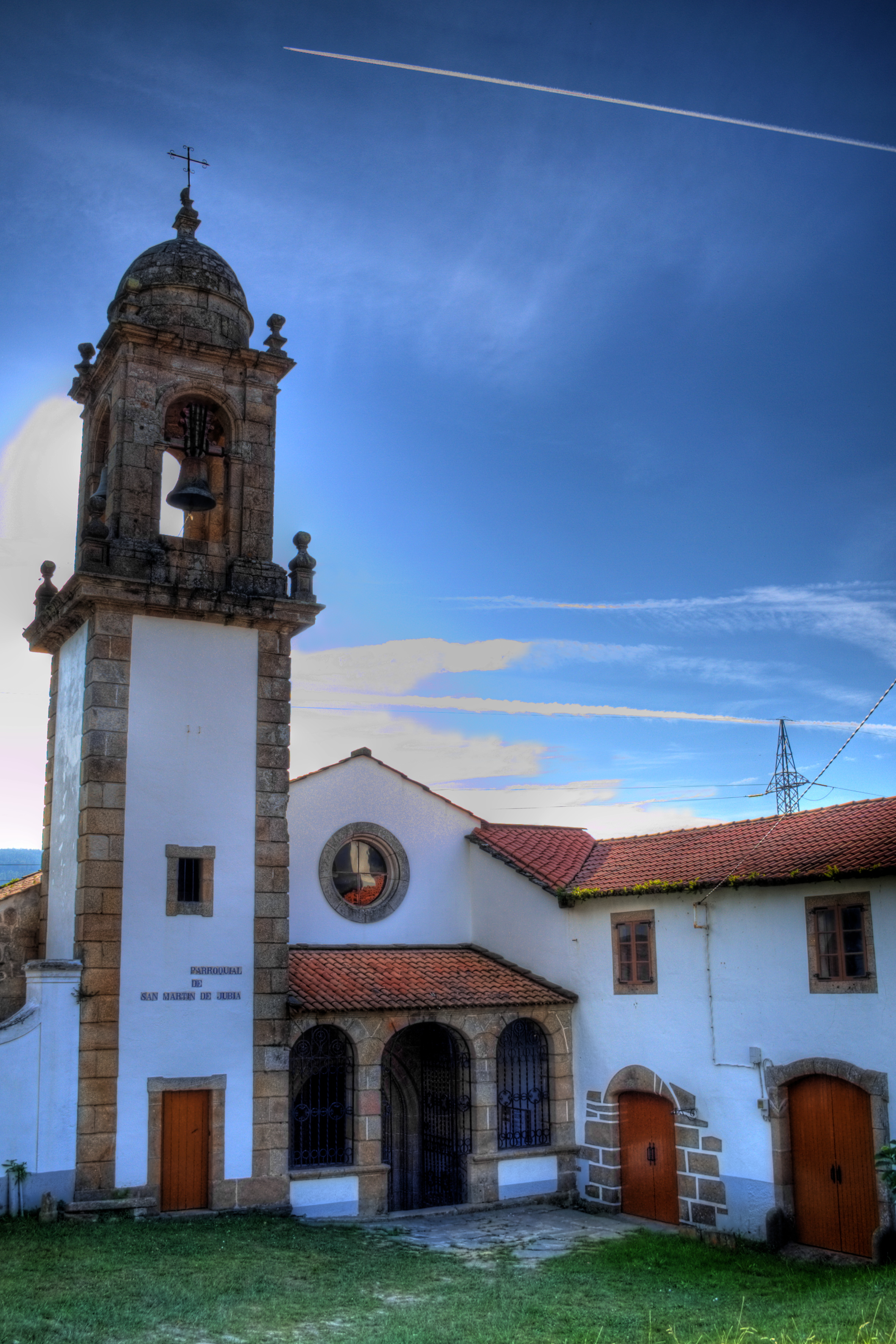
El Monasterio de San Martín de Jubia, ubicado en término municipal de Narón, en las proximidades de Ferrol, es el centro monástico más antiguo de su comarca. Relativo a él, es el primer documento escrito sobre Ferrol como Sancto Iuliano de Ferrol

El año 411 marca el final de la dominación romana en tierras galaicas. Llegados desde Galia, los suevos —un pueblo germánico originario de Centroeuropa— asumieron el gobierno de la Gallaecia, convirtiéndola en un reino cuyo primer monarca fue Hermerico (409-438). Será precisamente en este periodo de la monarquía sueva cuando, huyendo de las invasiones de jutos y sajones que asolaban la isla de Britania, grupos de britanos se instalen en el norte de Galicia dejando su huella en las inmediaciones de Ferrol, en nombres de lugares como Bertoña y tal vez O Bertón como sostiene el historiador inglés Simon Young. El alcance de este asentamiento britano (celto-romano) ya era patente a finales del siglo VI tal y como se desprende de la Divisio Theodomiri ('división de Teodomiro'), documento redactado hacia el año 569 en la corte del rey suevo Teodomiro, que plasma la división eclesiástica de las diócesis y parroquia del Galliciense Regnum, y en el que aparece por primera vez una mención a un obispo britano llamado Mailoc, cabeza de la Dioecesis Britoniensis ('diócesis de los Bretones') en Galicia, origen y precedente esta de la actual diócesis de Mondoñedo-Ferrol.
Asimismo, la Divisio Theodomiri supone el documento escrito más antiguo donde se menciona el nombre de Trasancos, territorio al que durante la Edad Media y Moderna perteneció el actual municipio de Ferrol y sus alrededores.
Tras del vacío documental de los siglos VII y VIII acerca de las tierras que hoy conforman este municipio, en un documento del año 868 conservado en la catedral de Santiago de Compostela, reaparecen referencias escritas al antiguo territorio de Trasancos así como lugares e iglesias reconocibles por su nombre aún hoy en la geografía ferrolana, tales como Sancta Maria in Brion ('Santa María de Brión') o Sancta Maria de Carantra ('Santa María de Caranza') entre otras.
No obstante, no será hasta el año 1087 que aparezca la primera referencia escrita de una población o lugar con el nombre Ferrol, en concreto un documento firmado el 30 de marzo de dicho año por el que se hacía una donación al monasterio próximo de San Martín de Jubia, y en los que se mencionan, entre los términos de esta, aquellos «terminis quomodo uenit per terminos de sancto Iuliano de Ferrol» ('San Julián de Ferrol'). Entonces una pequeña población costera, ya con un templo dedicado a San Julián, El Ferrol medieval se situaba sobre lo que en la actualidad se conoce como «barrio de Ferrol Viejo».

### Baja Edad Media

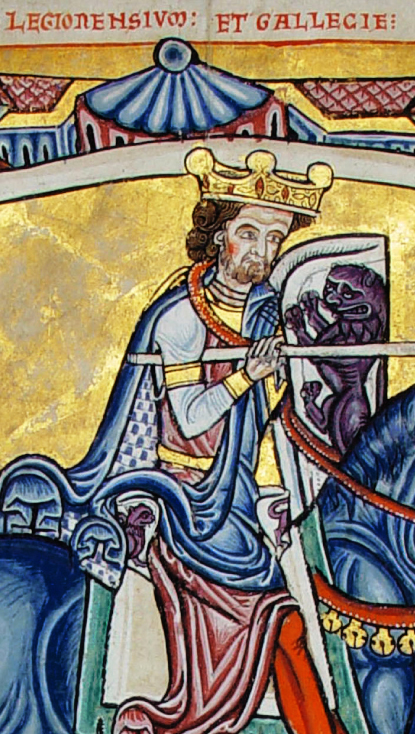
Miniatura medieval de Alfonso IX de León (rex Legionensium et Gallecie) bajo cuyo reinado (1188-1230) Ferrol comenzó a tener alcaldes

A finales del siglo XI y comienzos del siglo XII al igual que el resto del territorio de Trasancos, así como gran parte de la Galicia occidental, el enclave de Sancto Iuliano de Ferrol formaba parte del amplio señorío de la Casa de Traba, que en dichos siglos se convirtió en el linaje hegemónico en Galicia y uno de los más poderosos de toda la península ibérica. Su titular más sobresaliente fue Pedro Froilaz, conde de Trava, célebre no solo por expulsar de tierras gallegas a Alfonso I de Aragón y sus ejércitos, sino por ser protector y tutor de Alfonso VII de León, a quien logró coronar como «rey de Galicia» en la Catedral de Santiago de Compostela el 17 de septiembre de 1111.
Será precisamente en ese año cuando otra gran aristócrata local, Munia Froilaz, hermana del entonces conde de Traba, conceda al cercano monasterio de San Salvador de Pedroso gran parte de sus propiedades en Trasancos, destacando «medietatem de mea Villa de Ferrol et suos homines et Villam de Canito et suos homines et ganancias», lo que supone la primera referencia a una «villa de Ferrol», si bien el significado del término en el medievo posiblemente aludiese a un núcleo pre-urbano en torno al muelle de Curuxeiras.
Ya bajo el reinado de Alfonso IX de León (1188-1230), gran promotor de ciudades gallegas como La Guardia (1200), La Coruña (1208), Bayona (1209) o Betanzos (1219) entre otras, y al igual que su padre y abuelo, educado en Galicia por la Casa de Traba, la entonces villa de Ferrol va a adquirir su primera organización municipal. La primera mención a alcaldes ferrolanos la encontramos en un documento del año 1212, escrito en el Monasterio de Santa María de Sobrado, de la siguiente forma: «in Ferrol, alcaides: Vemudo Pelagii et Roderico Gundisalvi». Estas primeras autoridades concejiles, y las que les suceden, ponen de manifiesto que al menos desde el reinado de este monarca galaico-leonés, Ferrol se convierte en una villa de realengo, es decir, libre del pago de impuestos a nobles feudales, promoviendo de esta forma un florecimiento del comercio y del desarrollo de una burguesía local.

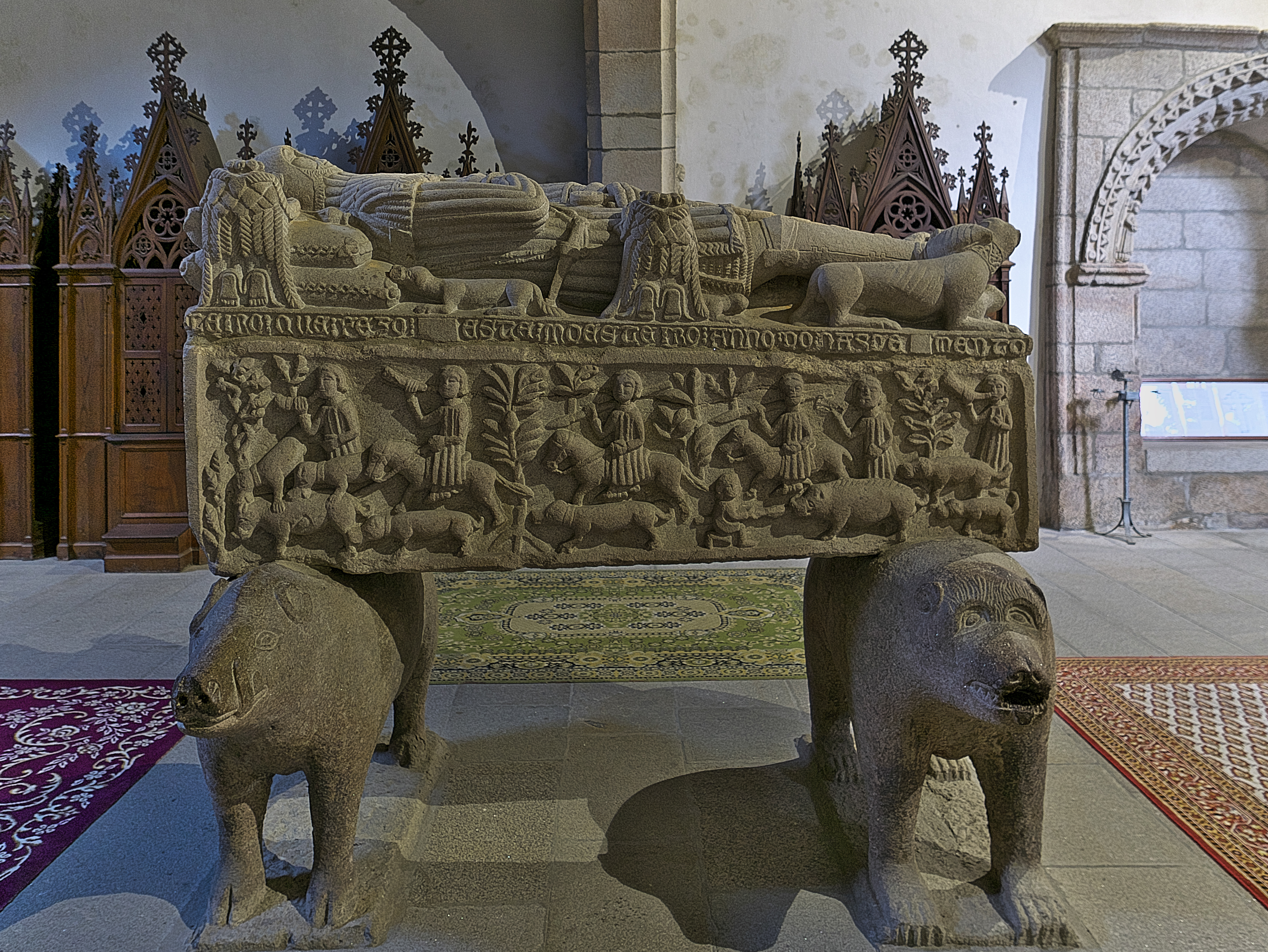
Sepulcro de Fernán Pérez de Andrade. Por su apoyo en la guerra contra Pedro I, recibió en 1371 el señorío de las villas de Ferrol y Puentedeume de manos de Enrique de Trastámara

Dos años después de la muerte de Alfonso IX de León en Sarria (septiembre de 1230), Fernando III de Castilla lograría imponer su dominio en Galicia definitivamente, pasando la villa de Ferrol y el resto del territorio gallego a manos de la Corona de Castilla. Ya en año 1248, el rey castellano demandada una extraordinaria contribución económica a las villas más pudientes del reino de Galicia, entre las que ya se encontraba Ferrol. Preservando su condición de villa de realengo, la pujante actividad económica de Ferrol convirtió su ría en una dinámica encrucijada pesquera y comercial ya en el siglo XIV, gozando de una de las primeras aduanas del reino de Galicia (1268).
En el siglo XIV se configura una burguesía local encabezada por familias hidalgas como los Mandiá, Lago, Piñeiro, Tenreiro, Ares o Esquío, que llevaron a cabo una intensa actividad comercial y pesquera así como también cultural cuyo mejor exponente sea tal vez Fernando Esquío, noble y poeta local que cultivó la lírica galaicoportuguesa desde estas tierras norteñas. Villa assez fort ('bastante fuerte') según en cronista medieval Jean Froissart, la notoriedad de Ferrol como enclave geopolítico llevaría a sus murallas a presenciar en 1387 la victoria de los partidarios gallegos de la Casa de Borgoña y de sus aliados anglo-portugueses sobre los ejércitos favorables a Juan I de Castilla en lo que representó uno de los episodios más relevantes de la Guerra de los Cien años en suelo peninsular.

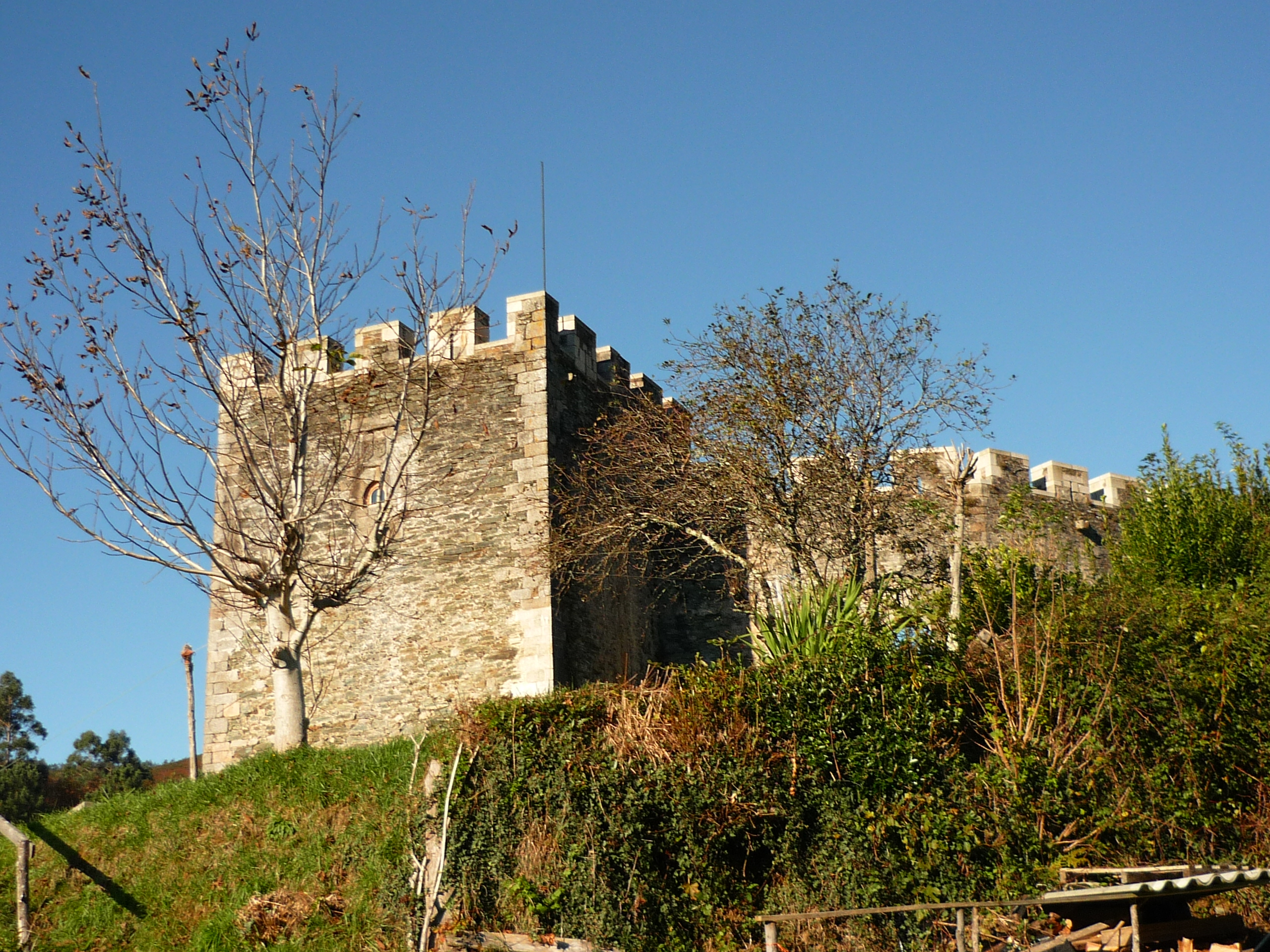
El Castillo de Moeche, próximo a Ferrol, fue duramente atacado durante las Revueltas Irmandiñas hasta casi su total destrucción

La victoria de Enrique de Trastámara sobre Pedro I en 1369 traería importantes consecuencias y cambios para el reino de Galicia y en especial para la villa de Ferrol. Fernán Pérez de Andrade, uno de los aristócratas más poderosos de la zona, recibía en 1371 como recompensa por su apoyo militar el señorío de las villas de Ferrol y Puentedeume de manos del nuevo rey castellano. Violados los privilegios dados por Alfonso IX de León, la villa ferrolana perdía de esta manera la condición de villa de realengo, pasando a estar gobernada por los condes de Andrade, nuevos amos de la villa.
La nueva situación no agradó a los diferentes estamentos de la villa, que percibieron esto como un duro agravio y ataque a sus libertades. Debido a los abusos y excesos de Nuño Freire de Andrade sobre sus vasallos, en Ferrol estallaba en 1431 la que habría de pasar a la historia como una de las primeras revueltas antiseñoriales de Occidente y que, liderada entre otros por el hidalgo Roi Xordo, intentó acabar con el poder de la Casa de Andrade; aunque sin éxito, fue la conocida como Irmandade Fusquenlla. Paralelamente a la revuelta, una delegación ferrolana encabezada por Pedro Padrón, entonces procurador de la villa de Ferrol, atravesó el reino de Galicia hasta Zamora en enero de 1432 para hacer valer legalmente los derechos históricos de Ferrol; la negativa del rey Juan II de Castilla a siquiera recibir a la delegación de villa, provocó la célebre protesta escrita del procurador ferrolano a las puertas del palacio real en Zamora.
A finales de convulso siglo XV y forzado por la extensión de la Revuelta Irmandiña el 15 de mayo de 1467, el rey Enrique IV de Castilla restituía finalmente los derechos de realengo de Ferrol mediante un privilegio real. Pese a todo, su duración fue escasa; pocos años antes de someter definitivamente el reino de Galicia a su autoridad, los Reyes Católicos anulaban dicho privilegio y concedían el gobierno de la villa ferrolana de nuevo a la Casa de Andrade. Las protestas y reclamaciones de los vecinos de la villa para que el realengo fuese restituido continuarían hasta 1498, aunque sin éxito.

### Edad Moderna

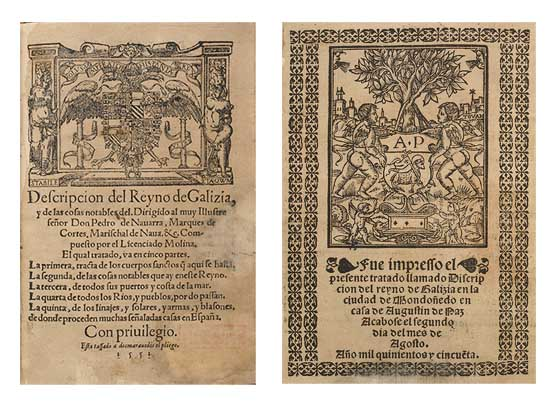
Portada de la Descripción del Reyno de Galizia y de las cosas notables del escrita en 1550 por Juan de Molina

Tras la muerte de Isabel I de Castilla en 1504 y la incapacidad para gobernar de su hija Juana la Loca, el gobierno de la Corona de Castilla y, por lo tanto, también del reino de Galicia, pasó a Carlos de Gante, conocido por ser el futuro emperador Carlos V. Si bien es cierto que la vinculación de este monarca con Galicia y particularmente con Ferrol fue escasa, especialmente si la comparamos con tierras centroeuropeas o castellanas —pues apenas llegó a viajar a tierras gallegas una vez en su vida—, sus ejércitos también se nutrieron de hombres de armas de la villa ferrolana. Sin duda el más célebre de todos ellos fue Alonso Pita da Veiga (1480-1525), quien durante la batalla de Pavía (Italia, 1525) tomó prisionero al rey Francisco I de Francia, motivo por el que recibió privilegio de armas a perpetuidad para él y sus descendientes.
Pocos años después, en 1550, el andaluz Juan de Molina escribía sobre Ferrol en su Descripción del Reyno de Galizia y de las cosas notables del que «el puerto de Ferrol se tiene por uno de los más seguros de mundo», destacando por ello su especial aptitud para el atraque de barcos, una descripción que contrasta con las décadas posteriores del siglo XVI que marcaron todo un período de decadencia para la villa. Puerto volcado al comercio con Inglaterra, Francia y los Países Bajos, las guerras que el emperador Carlos V mantuvo contra Francia y especialmente el conflicto que el rey Felipe II de España mantuvo contra Inglaterra, no solo cortó el flujo comercial de Ferrol y en general Galicia con los demás puertos atlánticos, sino que convirtió a Ferrol en un enclave de abastecimiento incontrolado de madera, víveres y hombres para los ejércitos reales.

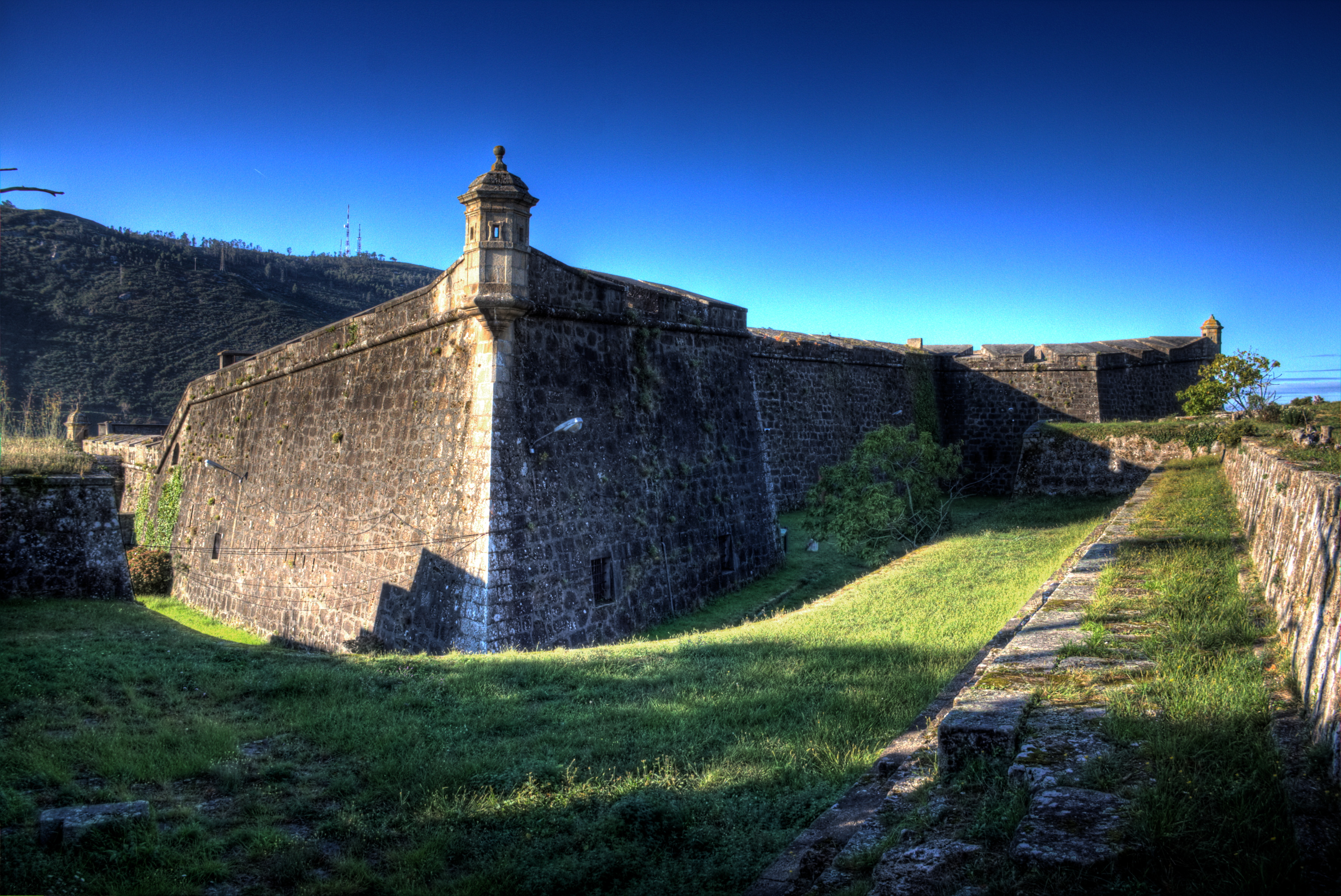
El Fuerte de San Felipe, llamado así en honor de Felipe II de España, cuya construcción, comenzada en 1577, se llevó a cabo de una forma especialmente dolorosa para la entonces villa ferrolana

Dicha situación fue fuertemente denunciada por Rodrigo Montero, el entonces rector y clérigo del Fuerte de San Felipe, quien en el año 1603 describía el rastro de destrucción dejado por los ejércitos de Felipe II de España de la siguiente forma:

«...dende el dicho tiempo a esta parte los soldados y gente de guerra que yban y benian en las dichas armadas an echo muy grandes daños a los vecinos de la dicha villa del Ferrol comos hes que les tomaban las casas donde ellos vivían y les echaban fuera dellas y les azian que fuesen buscar otras casas a otras partes y los dichos soldados y gente de guerra se quedaban por fuerza en ellas quemando las tablas y madera de algunas dellas y aziendo de manera que […] se cavan y les han decepado y cortado sus viñas rompiendo sus muros y cerrraduras dellas y an asimismo decepado y talado los montes»

Además del saqueo de la villa —que llegó a acoger en 1588 aparte de las naves que formaban la conocida como Armada Invencible—, la construcción en 1577 de los fuertes de San Felipe (nombre en honor a Felipe II), La Palma y San Martín, —unidos estos por una gruesa cadena que en caso de asedio impedía el paso de los navíos hostiles— supuso también un momento traumático para los habitantes de Ferrol pues, como recordaba el propio rector del fuerte, las armadas reales:

«...tomaban por fuerza los barcos a los vecinos de la dicha villa del Ferrol y les azían a sus amos yr con ellos para el servicios de las dichas reales armadas sirviéndose dellas para dar carena á los navíos que allí estaban y para pasar la gente de guerra y soldados de unos á otros y para carrear los materiales y lo más necesario para ellos y para el edificio de los fuertes que allí se an echo y para acarrear lo necesario para hacer los hornos que en la villa de Neda se an echo y para llevar el trigos á ellos impidiéndoles con los dichos servicios que no pudiesen ir a pescar para sustentarse a si y a sus mugeres e hijos y más gentes de sus casas»

El saqueo y destrucción de la villa a manos de los Reales Armadas de Felipe II de España supondría que la villa ferrolana, habitada previamente por más de 250 vecinos (esto es, cabezas de familia) «todos ricos y hazendados», se viese reducida en 1603 a no más de 100 vecinos «muy pobres y necesitados».
En 1726 Felipe V ordena la instalación de los grandes Astilleros del Norte de España en la ría de Ferrol, en los lugares de La Graña y Ferrol. En 1749 Fernando VI dispuso la instalación de los astilleros en Esteiro y que fuese Ferrol la capital del Departamento Marítimo. El 25 de agosto de 1800 tiene lugar un intento de apoderarse de Ferrol y destruir los astilleros por parte de una armada inglesa con más de cien barcos y 15 000 hombres, comandados por el almirante John Borlase Warren. Tras la derrota inglesa, Napoleón lo celebró con la frase: «por los valientes ferrolanos».[cita requerida] En 1809 se produjo la ocupación francesa, pero esta solo duró un mes.

### Edad Contemporánea

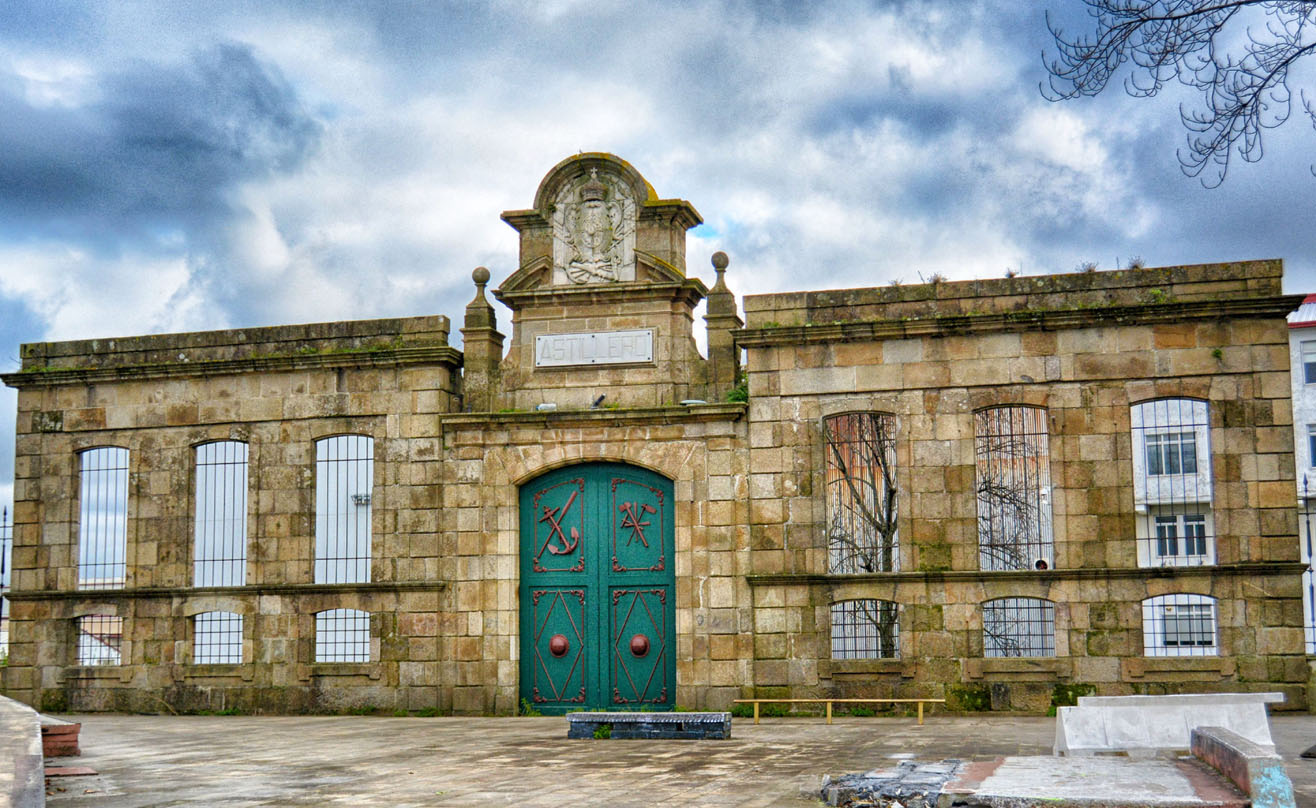
Puerta del Astillero frente al Cuadro de Esteiro

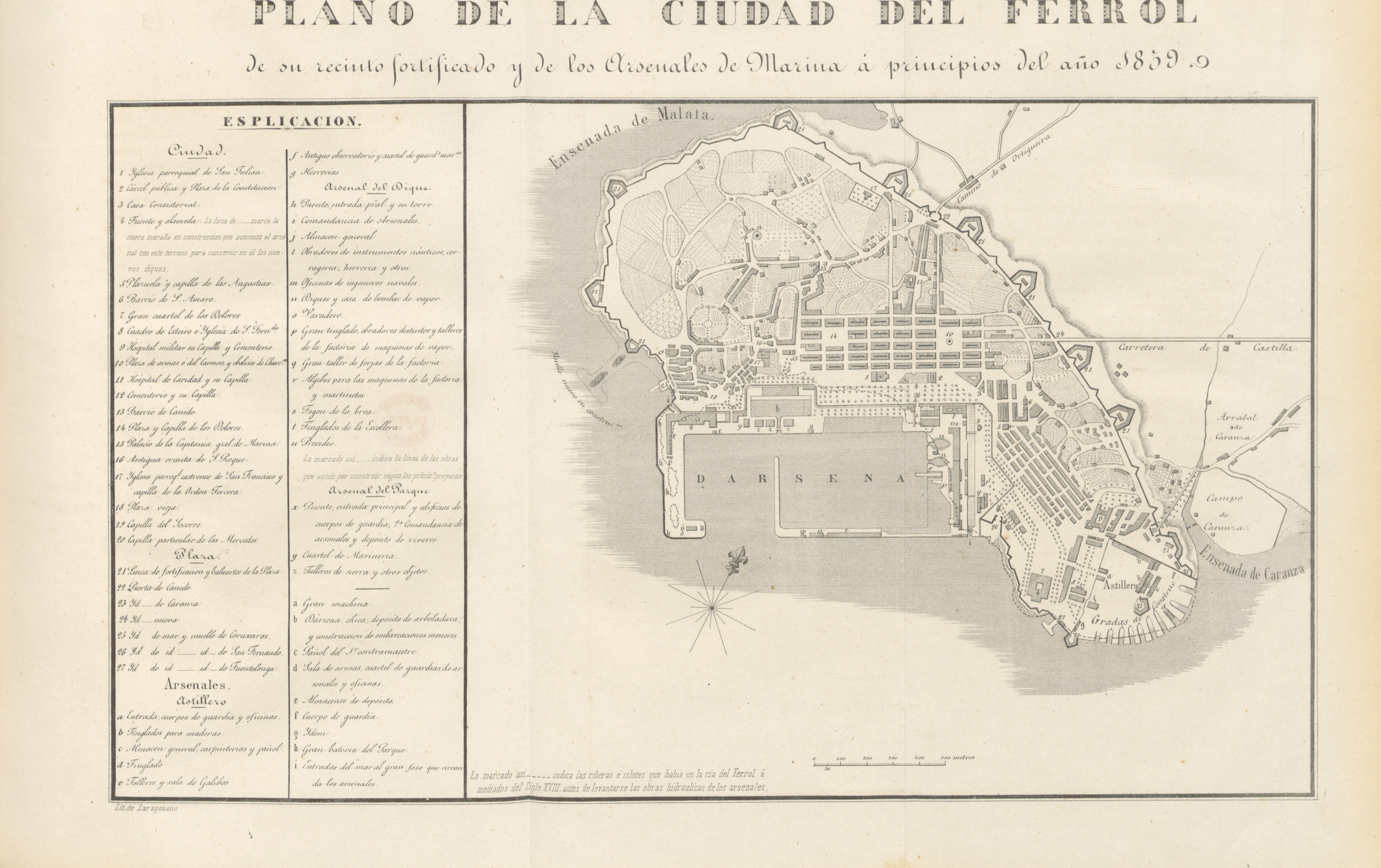
Plano de la ciudad del Ferrol de 1859

La alianza con Reino Unido durante la guerra de la Independencia precipitó el fracaso de la economía de la ciudad y, durante el reinado de Fernando VII, Ferrol llegó a convertirse en una ciudad en declive, perdiendo su título de capital. Sin embargo, florecieron nuevas actividades, durante la administración del marqués de Molina, ministro de Asuntos Navales a mediados del siglo XIX.
Isabel II otorga el título de ciudad, en 1858, a la por entonces villa de Ferrol. La solicitud de este título parte de la propia corporación municipal y de la Junta de Comercio, varios años antes.
En Ferrol se realizó la botadura del primer barco a vapor de España en 1858; en 1881, la del primer barco con casco de hierro, y en 1912 Alfonso XIII asiste a la del primer acorazado (el España).
En 1868, Ferrol será la primera localidad gallega que secunde la asonada de la armada anclada en Cádiz. Se trata de la revolución conocida como la Gloriosa. En la junta revolucionaria constituida a partir de esos momentos jugará un papel determinante el conocido masón ferrolano Francisco Suárez García, quien sería alcalde de la ciudad en 1869.
El estallido de la Guerra Civil (1936-1939) significó que los astilleros, talleres, fundiciones y dársenas de Ferrol fueran tomados bajo el control del Estado y nacionalizados en 1945 bajo el nombre de Bazán, más tarde renombrado como IZAR y desde enero de 2005 como Navantia. Como ciudad obrera, Ferrol vivió importantes movimientos sindicales y políticos de lucha anti-franquista. De especial relevancia fueron los sucesos de marzo de 1972, rememorados con el Día de la Clase Obrera Gallega.
Durante la guerra, y ya que el jefe del Estado surgido del conflicto, Francisco Franco, era natural del municipio, en 1938 se cambió el nombre del municipio a El Ferrol del Caudillo, denominación que cambió a Ferrol en 1984.
El fin de la dictadura y la llegada de la democracia en 1978 no ayudaron a mejorar su situación económica. Desde 1982 hasta finales de la década de los noventa la ciudad se ha enfrentado a numerosos problemas debido al declive del sector naval. El principio del nuevo milenio, sin embargo, ha sido en general un tiempo de relativa expansión económica y prosperidad. La llegada de la Autopista del Atlántico y la construcción del puerto exterior de Ferrol han supuesto un importante impulso para la ciudad y toda su comarca.

## Demografía
Ferrol cuenta con una población de 64 218 habitantes (INE 2024).
| Gráfica de evolución demográfica de Ferrol entre 1842 y 2024 |
| |
| Población de derecho según los censos de población del INE Población de hecho según los censos de población del INEEn 1940 crece el término del municipio porque incorpora a Serantes |

### Urbanismo

#### De villa medieval a ciudad Ilustrada
Aunque de la primitiva fisonomía de Ferrol no queda vestigio alguno, sí se conoce la extensión de su tejido urbano, así como su forma y la disposición de su red viaria a partir del siglo XVIII, gracias al plano de Ferrol del ingeniero Francisco Montaigú, de 1732. (Plano de la Villa de Ferrol y del proyecto que se ha formado para un Arsenal de Marina en el mes de marzo de 1732. Conservado en el A.Z.M.C.)
Este plano muestra Ferrol como un diminuto caserío agrícola y pesquero, de forma triangular, con un puerto y un tejido urbano típicamente medieval y un área hacia el este más irregular, que corresponderían a los asentamientos medievales de Ferrol en diferentes periodos a lo largo del siglo XIII.
La morfología urbana y arquitectónica del Ferrol actual surge con los astilleros y el enorme Arsenal construido durante la Ilustración en el reinado de los primeros Borbones, especialmente de Fernando VI y Carlos III, en el que participaron, entre otros, los ingenieros Jorge Juan, Julián Sánchez Bort y Francisco Llobet. El resultado del importante gasto económico y de las estrategias políticas, fue el crecimiento de un nuevo espacio urbano, que marginaba al Ferrol Viejo, con la creación de un barrio principal, representativo de la nueva urbe, La Magdalena, habitado por una población vinculada al estamento militar, y otro, el barrio de Esteiro, habitado por obreros vinculados a la construcción naval, al tiempo que los caseríos de Canido y La Graña perdían importancia.
Pascual Madoz describía así a Ferrol en su Diccionario geográfico-estadístico-histórico de España y sus posesiones de ultramar, de 1847:

«Esta villa se halla dividida en tres trozos denominados Ferrol viejo, Nueva población ó Centro y Esteíro: el primero ocupa la parte Oeste, y es la población primitiva la cual estuvo amurallada, y sus casas construidas con el desorden de alineación y desigualdad de manzanas que generalmente se observa en los pueblos de su época. Presentan hoy alguna uniformidad por la que se va dando á los edificios de nueva planta y á los que se reedifican ó se les hace reparos mayores. El Esteiro está en la parte del Este y sus calles aunque no todas iguales, están alineadas y manifiestan ser población moderna, como efectivamente lo es, pues se fundó á medíados del siglo último cuando se hicieron alli las gradas de construcción, poco antes de principiarse á construir el arsenal. La Nueva población, conocida por el Ferrol nuevo ó la Magdalena, es obra casi contemporánea del arsenal, ocupa un paralelogramo de 300,000 varas cuadradas y los edificios forman 7 calles longitudinales y 9 de travesía unas y otras de 10 varas de ancho, todas sujetas á rigurosa alineación ; las manzanas son enteramente iguales y tienen 100 varas de largo sobre 40 de ancho; las 3 calles del centro corren de E. á O. cruzando la del medio por las plazas de armas ó del Carmen y la de Dolores, que se encuentran en ambos extremos, formando un cuadro de 120 varas de longitud con 110 de latitud»

El barrio de La Magdalena, que empezó a construirse en 1761, fue declarado conjunto histórico artístico en 1983.

#### Ensanche
El periodo que va de 1900 a 1936 se caracteriza por el derribo de la muralla del siglo XVIII. Ferrol extiende su trama urbana por medio de ensanches y reordena los viales, accesos y las infraestructuras, entonces muy deficitarias. El ayuntamiento establecería unas ordenazas municipales para regular el uso y la estructura urbana. En 1900 se crea el puesto de arquitecto municipal para ejercer el control municipal sobre el desarrollo urbanístico y arquitectónico de la ciudad, que desempeñaría por vez primera Nicolás Pérez de Agreda y Álvarez-Pol. Destaca la figura de Rodolfo Ucha Piñeiro, que fue Arquitecto Municipal de Ferrol de 1909 a 1936, y proyectó muchos de sus edificios emblemáticos. Le sucedió Nemesio López Rodríguez.

#### Arquitectura ecléctica, historicismo y modernismo

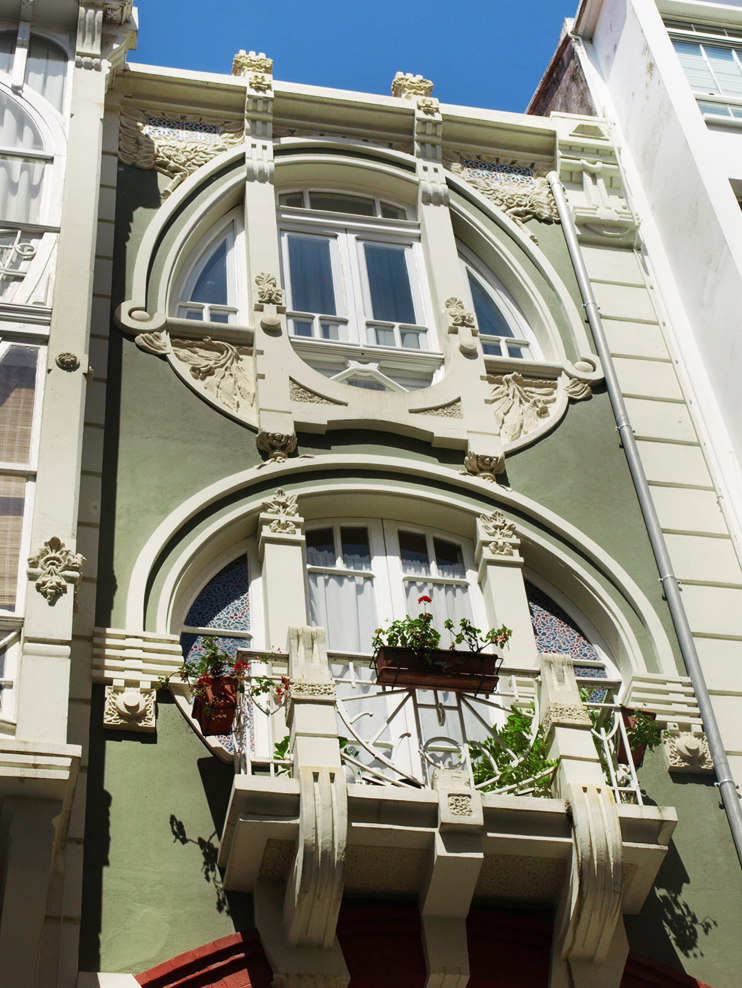
Casa Pereira, edificio modernista proyectado en 1912 por el arquitecto Rodolfo Ucha en la calle Dolores 64, barrio de La Magdalena

Entre 1900 y 1920 se practica en Ferrol la arquitectura ecléctica y la historicista, asociada a los gustos estéticos de la sociedad y a la de los propios arquitectos que, sin embargo, dependían en su actividad de los requerimientos no siempre innovadores de quienes encargaban los proyectos. Aun así, la evolución hacia nuevas corrientes estéticas partió principalmente de las viviendas privadas, muchas de ellas de estilo modernista. Hacia el año 1930, Ferrol mostraba un conjunto de edificios con un aire moderno, al día de las nuevas tendencias que primaban en Europa. De este largo periodo son algunas de las obras de los arquitectos Manuel Riva de Soto, Nicolás Pérez de Ágreda y Álvarez Pol, Pedro R. Marino Ortega, Julio Galán Carvajal (introductor del Modernismo en Ferrol con su proyecto de Dispensario Antituberculoso) y Rodolfo Ucha Piñeiro.

#### Racionalismo y art déco
La fundación de la GATEPAC en 1930 por un grupo de arquitectos españoles cuyo fin fue promover la arquitectura racionalista, introdujo en España el interés por las vanguardias de la arquitectura que provenía de Europa. En Ferrol se dieron ejemplos, como algún diseño proyectado por Santiago Rey Pedreira. Si bien estructural o conceptualmente el racionalismo no obtuvo grandes resultados, en lo formal sí se pueden encontrar ejemplos. De hecho, se produce una combinación de estilos que recupera lo cosmopolita frente a lo local en una suerte de eclecticismo moderno que mezcla racionalismo con art déco, estética esta que recuperaba el decorativismo y lo asociaba a lo funcional dentro de un criterio vanguardista. En Ferrol desarrollaron el lenguaje art déco asociado al racionalismo Peregrín Estellés, Antonio Tenreiro y también Rodolfo Ucha, siempre atento a las nuevas corrientes.

#### Vuelta al academicismo
Entre 1940 y 1959, periodo de la posguerra española en la que se desarrolló el modelo autárquico, las construcciones de Ferrol apenas experimentaron cambios respecto a la situación de preguerra, manteniendo en apariencia niveles similares de calidad arquitectónica. Sin embargo, se produce una involución urbanística motivada por el uso político del poder en la actividad edilicia, especialmente en las construcciones de carácter público, que adquieren una estética afín a los propósitos ideológicos del régimen político, mucho más academicista, en contra de las corrientes modernas, asociadas al progresismo. Las arquitecturas de iniciativa privada también manifestaron estas mismas tendencias, si bien en muchos casos degradadas por la permisividad de la Administración que favoreció la especulación.

#### Nuevo urbanismo

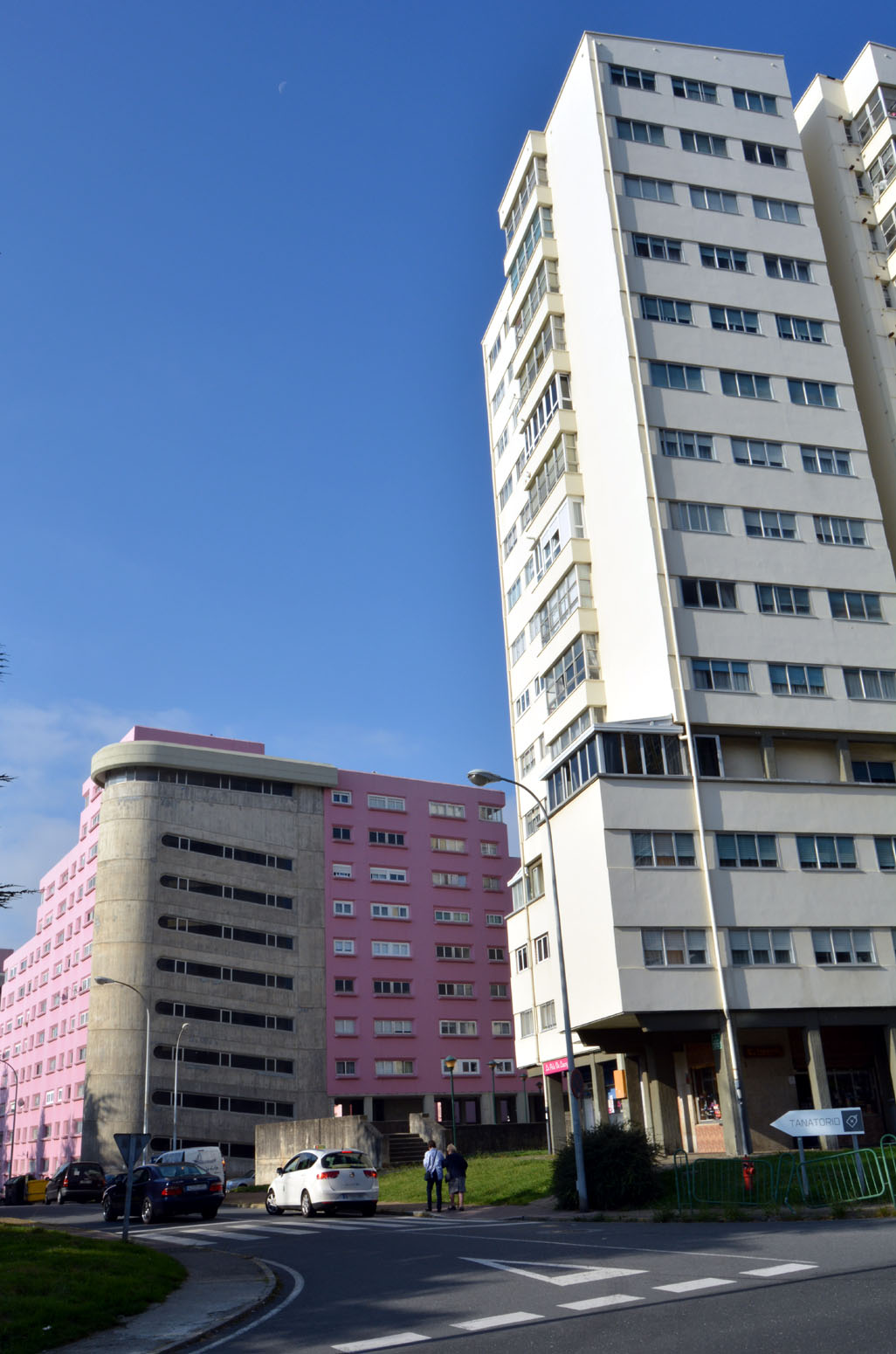
Bloques del Polígono de Caranza en Ferrol en la calle del Alcalde Quintanilla. En segundo término, pintado en rosa, el bloque L10 de la «Unidad 2» (1970)

Con el establecimiento de la capitalidad del departamento marítimo del Norte de España en Ferrol, cuya actividad naval se desarrolla hasta mediado el siglo XVIII, primero en La Graña y después en el Arsenal y en las riberas de la ensenada de Caranza, donde se emplaza el Astillero Real, se genera el crecimiento de un nuevo asentamiento para acoger la avalancha de trabajadores, que se convertirá en el primer barrio dieciochesco de Ferrol: Esteiro.
La construcción del Arsenal de Marina trajo consigo el nacimiento de una ciudad de nueva planta, con un trazado acorde con la reglamentación y los modelos imperantes en la época. El Nuevo Ferrol se crearía a partir de 1761 con Carlos III, entre Esteiro y Ferrol Viejo, en una zona inculta, con alguna pendiente, que descendía desde la aldea de Canido hasta el Arsenal. Después de numerosos proyectos de Francisco Montaigú, de Croix, Francisco Llobet, Sánchez Bort y Jorge Juan principalmente, se estableció la construcción de La Magdalena, la nueva ciudad Ilustrada de trazado ortogonal y viviendas representativas de la burguesía, símbolo del «nuevo orden borbónico».
A lo largo del siglo XIX y mitad del siglo XX se suceden cambios que modelan la fisonomía de Ferrol. En los años previos a la Guerra Civil el crecimiento de la población era notable y en 1929 el ayuntamiento convoca un concurso para el nuevo Plan de Urbanización de Ferrol, el ensanche, en el que participan García Mercadal del GATEPAC y Santiago Rey Pedreira, que lo ganaría, aportando referencias de la cultura urbanística europea más avanzada. La Guerra paraliza el plan, que se retoma en 1945 con importantes recortes. Así nacería el barrio de Recimil, sobredensificado y limitado en sus aspiraciones higienistas originales.

#### Vivienda social
Dado el carácter eminentemente industrial de la ciudad desde mediado el siglo XX, es necesario destacar la importancia de la vivienda social en Ferrol, iniciada en 1945 con la creación del citado barrio de Recimil. El proyecto desarrollado data de un concurso de ideas convocado por el ayuntamiento ferrolano en los años veinte del siglo XX adjudicado al arquitecto Santiago Rey Pedreira. Formaba parte de un plan más ambicioso que no llegó a ejecutarse en su totalidad. Su construcción responde a las tendencias marcadas por construcciones similares realizadas tanto en Europa como en América, destinadas a solucionar el problema de falta de viviendas en áreas de rápido crecimiento industrial, y fue ejecutado con premisas de máxima economía en los materiales. Se trata del primer proyecto (1945) de promoción pública del franquismo concebido, además, como un conjunto de núcleos autosuficientes que contaban con infraestructuras propias como escuela, mercado e iglesia. Acogía un total de 1012 viviendas repartidas en 141 edificios, constituyendo el hito urbanístico más destacable de Ferrol en el siglo XX.
A partir de 1950 comenzó la urbanización de la zona norte de la ensenada de Caranza, algo alejada del centro urbano, promovida en suelo municipal por la Empresa Nacional Bazán de Construcciones Navales Militares para dar solución a la demanda de vivienda, producto del desarrollo económico y del auge industrial tanto de Bazán como de Astano que atrajo mucha mano de obra. Se edificaron bloques de 3 o 4 alturas de carácter repetitivo y escasa calidad de los materiales constructivos.
Durante el periodo desarrollista de principio de los años sesenta y finales de los setenta del siglo XX, promovido por la Obra Sindical del Hogar (OSH), se ejecutaría el ensanche Sur del nuevo barrio de Caranza para albergar a los trabajadores de los astilleros ferrolanos y a parte de la población militar, construyéndose bloques de viviendas exentos de gran altura y alta densidad, siguiendo modelos del movimiento moderno. Destacan los edificios proyectados por Antonio Vallejo Acevedo y Gerardo Calviño denominados «Unidad 2». Lamentablemente, a pesar de su reconocida singularidad y del interés de su innovadora propuesta constructiva, con el tiempo el conjunto ha manifestado problemas funcionales y algunas patologías estructurales que han obligado a realizar diversas intervenciones correctoras. Además, también promovidas por la Obra Sindical del Hogar, en los años cincuenta se construyeron las llamadas viviendas sindicales de Serantes y las de San Pablo, en Catabois, bastante alejadas del núcleo urbano.
Desde el último tercio del siglo XX, Ferrol experimenta un desarrollo urbano desordenado siguiendo el recorrido de las vías de acceso principales, como la carretera de Castilla, trasladando su población a municipios limítrofes como Narón, al tiempo que La Magdalena, como centro urbano tradicional, aunque mantiene su peso administrativo, se debilita como eje comercial y residencial.
El 10 de febrero del 2011 la Junta declaraba Ferrol Vello Bien de interés cultural (BIC), con la categoría de conjunto histórico. Se reconocía así, normativamente, la importancia histórica de este espacio, con el fin de frenar su degradación y rehabilitarlo para recuperar parte de la memoria histórica de la ciudad. Ayuntamiento y Junta de Galicia colaboran para recuperar el barrio.

## Economía

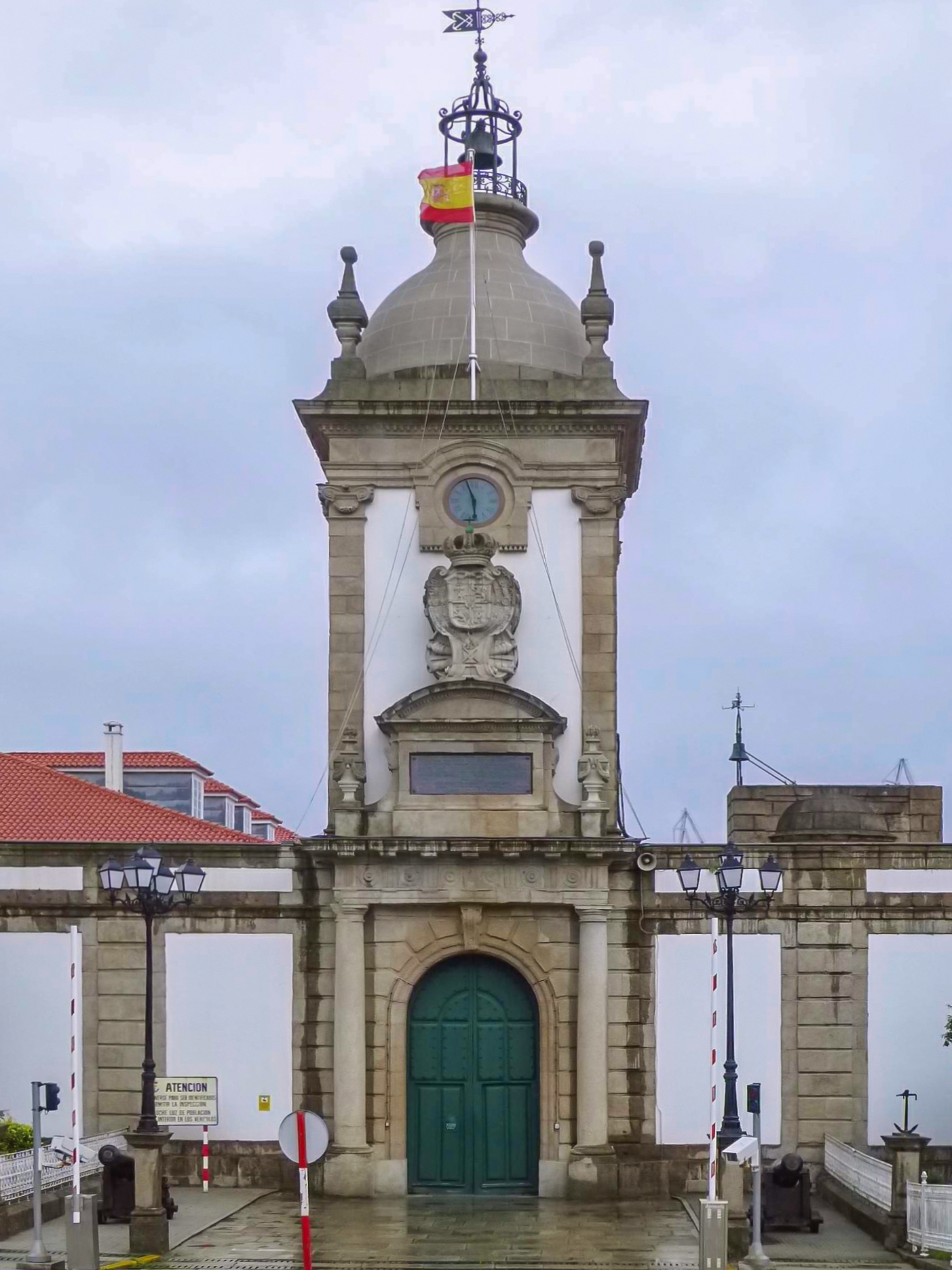
Puerta del Dique, Arsenal de Ferrol

### Sector naval
Los astilleros, fundados en el reinado de Felipe V, han sido durante muchos años el motor de Ferrol y su comarca. Actualmente, es un sector en crisis, pero continúa siendo uno de los puntos con mayor capacidad industrial (industria pesada) de toda Galicia. En Ferrol se encuentran los astilleros de la empresa pública Navantia, especializados en la construcción de grandes barcos de guerra, así como la reparación de buques de gran tamaño (petroleros, gaseros, ferris, etc.).

### Puerto comercial
El puerto de Ferrol juega un importante papel en la economía ferrolana. Compuesto por dos dársenas, una en el entorno de la ciudad y otra en la bocana de la ría, presenta el segundo mayor movimiento de mercancías en Galicia. Destaca en la importación de carbón para la central térmica de Endesa en Puentes de García Rodríguez, aunque su futuro está en duda; gas para la planta de Reganosa y madera para Ence y otras empresas. 
El puerto exterior dispone de una de las mayores terminales de contenedores de Galicia, operada por la empresa FCT. Actualmente, se avanza en el proyecto de conexión ferroviaria con dichas instalaciones portuarias.

### Instalaciones militares
La Armada Española conforma otro de los pilares fundamentales de la ciudad de Ferrol. La ciudad departamental es la sede de:
- 31.ª Escuadrilla de Escoltas (Fragatas serie F-100).
- Escuela de Especialidades Antonio de Escaño.[70]
- Escuela de Especialidades de La Graña.[71]
- Tercio del Norte de Infantería de Marina, que cuenta con más de 350 efectivos.

### Polígonos industriales
La ciudad dispone de un único polígono industrial, compartido con la ciudad de Narón, con una superficie conjunta de 1 337 045 m². Se trata del polígono industrial de A Gándara, urbanizado entre finales de los años 70 y principios de los 80 del siglo XX. Actualmente, cuenta con una ocupación del 100 % y se constituye como un polígono eminentemente comercial, que acoge varios concesionarios de automóviles, jugueterías, almacenes de ropa, mueblerías, gasolineras, centro comercial Alcampo, talleres de automóviles, etc.
A lo largo de la década de los 2000 se planeó la construcción de un gran polígono industrial de aproximadamente 1 480 000 m² en el área de Leija-Mandiá, que multiplicase la superficie industrial con que contaba la ciudad, el cual debido a la falta de demanda de suelo industrial y a la gran disponibilidad del cercano polígono Río del Pozo en Narón, quedó abandonado.

### Zonas comerciales

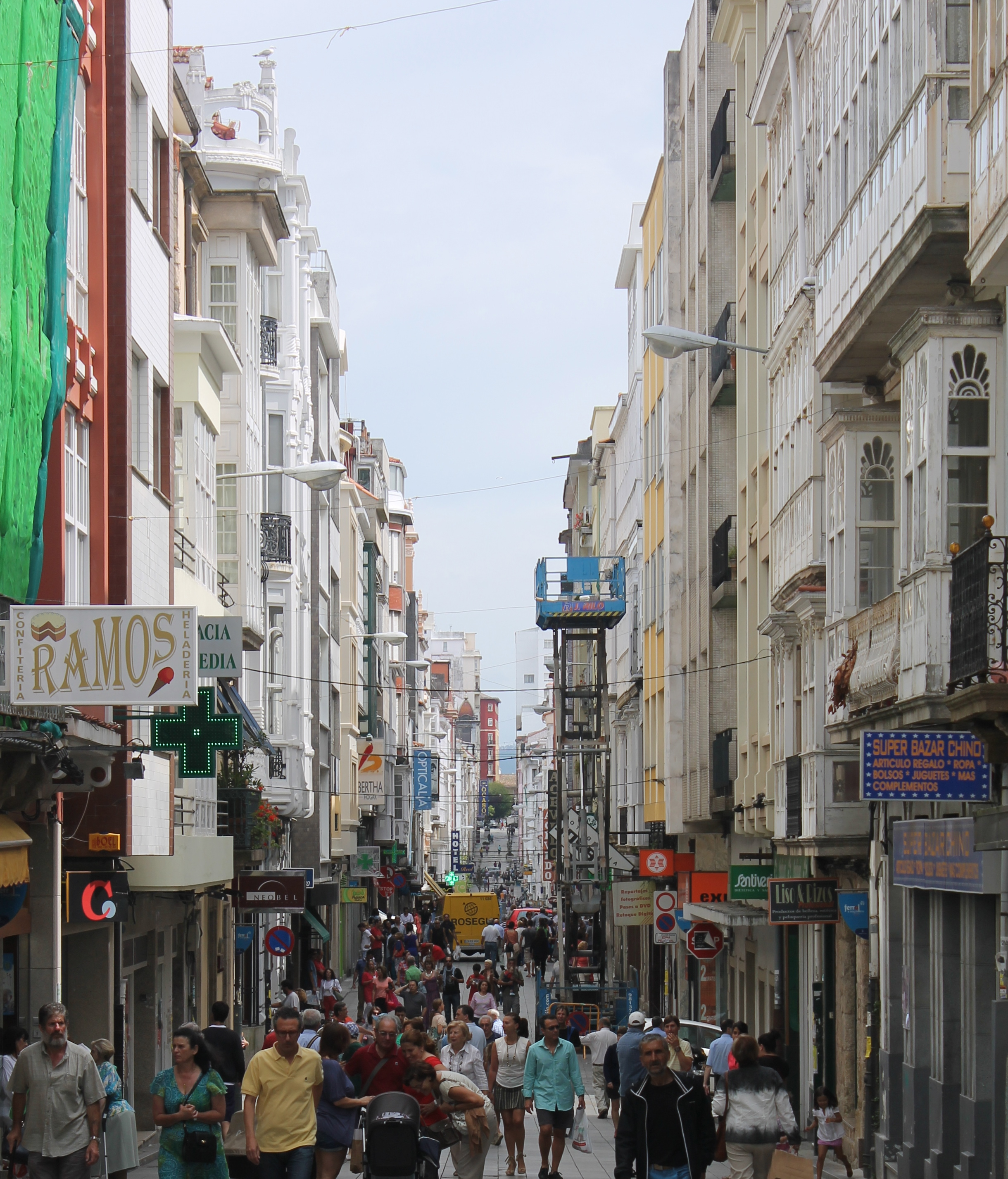
Calle Real, barrio de La Magdalena

Las zonas comerciales y de esparcimiento en la ciudad son:
- Barrio de La Magdalena. Centro urbano de la ciudad, con disposición en forma de cuadrícula. Constituye la principal zona comercial y de ocio de la ciudad, especialmente en sus calles principales: Real, Magdalena, Iglesia, Dolores, Galiano y María.
- Carretera de Castilla. Históricamente la principal arteria de la ciudad que, a modo de bulevar comercial, une la plaza de España con el límite municipal de Narón.
- Carretera de Catabois. Durante más de dos kilómetros, se pueden encontrar establecimientos de alimentación, decoración, bancos, talleres mecánicos, etc. También hay gran cantidad de establecimientos de hostelería, con numerosas terrazas instaladas en sus amplias aceras.

### Superficies comerciales
La ciudad tiene tres áreas comerciales:
- Alcampo Ferrol: Primer centro comercial abierto en la ciudad. Cuenta con una superficie de 14 800 m² y está ubicado en el Polígono de La Gándara. Se inauguró en 1986. Además del hipermercado, existe una galería comercial que cuenta con unos veinte establecimientos de diversos sectores (cafeterías, tienda de animales, agencia de viajes, óptica, etc.). Fue el primer hipermercado de Alcampo que contó con gasolinera, abierta desde 1992. En su recinto, existe una tienda de bricolaje de la cadena Aki.
- Centro Comercial Porta Nova: Inaugurado en 1995, tiene una superficie aproximada de 7500 m². Está ubicado en la plaza del Inferniño, en los terrenos que ocupaba el antiguo Estadio Manuel Rivera, casa del Racing de Ferrol antes de trasladarse a sus instalaciones en La Malata. Cuenta con un gran supermercado GADIS. Actualmente, el inmueble se encuentra prácticamente en desuso.
- Parque Ferrol: Área comercial de unos 22 000 m² ubicada en el lugar de O Boial. Abierta al público en el año 2013, acoge empresas de diversos sectores comerciales, como Carrefour, Mediamarkt, Burger King, Lidl, Brico Dépôt, Sprinter, C&A, Casa, Kiwoko y Merkal Calzados, así como varios locales de menores dimensiones destinados a cafetería, agencia de viajes, administración de loterías, etc.

## Monumentos y lugares de interés
- Museo Naval (Centro Herrerías).

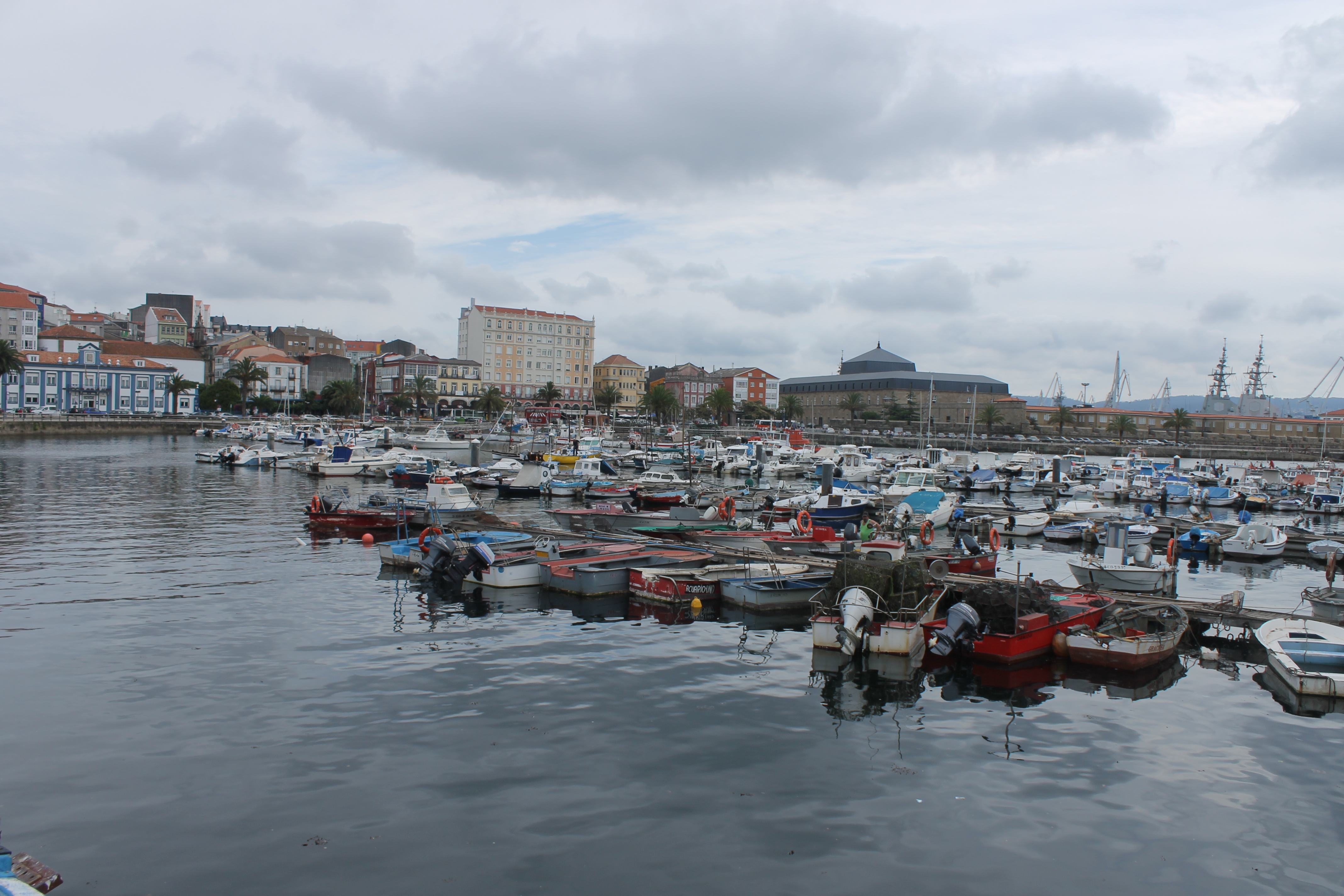
Puerto deportivo y pesquero

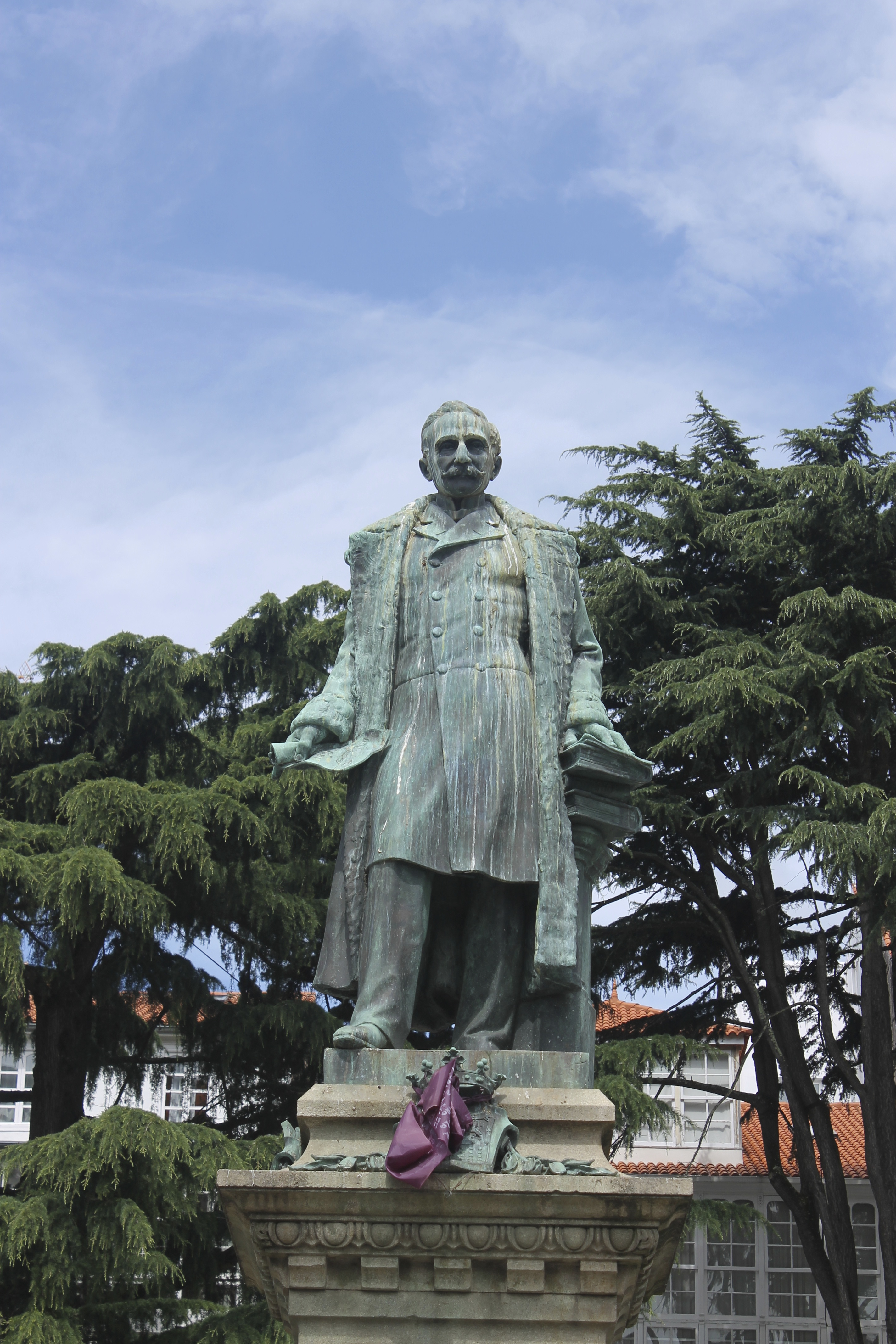
Estatua del Marqués de Amboage en la plaza homónima

- Exponav (Exposición Nacional de la Construcción Naval).
- Museo de la Sociedad Gallega de Historia Natural.
- Museo de la Semana Santa.
- Barrio de La Magdalena: data del siglo XVIII, con sus calles en damero y sus casas de galerías.
- Cantón de Molíns, donde crecen antiquísimos árboles.
- Parque Municipal Reina Sofía, que alberga el espacio temático del agua Aquaciencia, inaugurado en 1999.[74]
- Teatro Jofre.
- Concatedral de San Julián (en el barrio de La Magdalena).
- Iglesia neoclásica de San Francisco (en el barrio de Ferrol Vello).
- Edificio del Arsenal.
- Castillo de San Felipe (en la orilla de enfrente se encuentra el Castillo de La Palma, perteneciente al municipio de Mugardos).
- Ermita de Chamorro: situada en el monte de Chamorro, en la parroquia de San Salvador de Serantes. En el día de la Virgen de Chamorro se celebra una gran romería.
- Ermita y yacimientos de la isla de Santa Comba.
- Viaje en lancha desde Ferrol a Mugardos (desde el muelle de Curuxeiras).
- Capitanía General y los Jardines de Herrera: al lado de estos jardines están las estatuas de Marte y Júpiter, que son las más antiguas de Ferrol.[cita requerida] Próximamente el edificio de Capitanía será reconvertido en Archivo y Biblioteca de la Armada.
- Playas: La costa ferrolana está constituida por varias playas de entorno virgen, muy concurridas por bañistas en verano y todo el año por aficionados al surf y windsurf. En 2014, cuatro de ellas cuentan con bandera azul: Doniños, San Jorge, A Fragata y Esmelle. También destacan las de Santa Comba, Ponzos y Covas.
- Entrada de la ría de Ferrol (zona de Entre Castillos): mirador desde el que se ve la bocana de la ría, el estrechamiento de la misma (donde se ubican los castillos de San Felipe y La Palma, uno de ellos en cada orilla) y la propia fachada marítima de la ciudad.

### Patrimonio de la Humanidad
La Junta de Galicia inició en 2006 los trámites ante las autoridades del Ministerio de Cultura para incorporar sus edificaciones más importantes de la época de la Ilustración (castillos de San Felipe y de La Palma, que custodian la ría ferrolana) y el Arsenal a la lista del Patrimonio de la Humanidad de Unesco. El primer trámite fue la inclusión en la Lista Indicativa de Candidaturas Españolas, siempre teniendo en cuenta que sólo es posible proponer a UNESCO un conjunto por año.

### Camino de Santiago
La ciudad tampoco ha escapado al movimiento peregrino y el puerto de Ferrol es y ha sido un lugar de referencia para el desembarco de los navegantes con destino a Santiago de Compostela. La leyenda del Camino Inglés forma parte de la historia de la ciudad, donde llegaban los peregrinos de los países más lejanos.[cita requerida]

## Servicios

### Comunicaciones

#### Red de carreteras
Denominación de carreteras según Ley 37/2015, de 29 de septiembre, de carreteras
| Identificador                                | Ruta | Destino                               |
| -------------------------------------------- | --- | ------------------------------------- |
| AP-9 E-1 Autopista del Atlántico             | Ferrol-Guísamo-Santiago de Compostela-Pontevedra-Vigo-Tuy- A-55                                                       | La Coruña IP 1 Portugal               |
| AG-64 Autovía Ferrol-Villalba                | Ferrol-San Saturnino-Puentes de García Rodríguez                                                                      | Villalba / A-8 Autovía del Cantábrico |
| FE-11 Acceso Este a Ferrol                   | Ferrol (av. de Esteiro)-Polígono Ind. A Gándara- AP-9 E-1                                                             | AC-862 Narón (Xuvia)                  |
| FE-12 Conexión con Puerto Exterior de Ferrol | AP-9 E-1 -Narón (Freixeiro)- N-655 / AC-566                                                                           | Narón (polígono ind. Río do Pozo)     |
| FE-13 Acceso Norte a Ferrol                  | FE-14 Ferrol (av. de As Pías)-Polígono Ind. A Gándara-Estr. de Castela- FE-15 / AP-9 E-1 -Hospital Arquitecto Marcide | AC-116 AG-64                          |
| FE-14 Acceso Sur a Ferrol                    | Ferrol (av. de As Pías)-Fene                                                                                          | N-651 Betanzos / E-70 N-6             |
| FE-15 Acceso Norte al Puerto de Ferrol       | Puerto de Ferrol | AP-9 E-1                              |
| N-655 Acceso al Puerto Exterior de Ferrol    | FE-12 Narón | Puerto Exterior de Ferrol             |
| AC-862                                       | Ferrol-Narón-Campo do Hospital-Ortigueira                                                                             | LU-862 Provincia de Lugo              |
| AC-116                                       | Ferrol-O Val-Meirás                                                                                                   | AC-566 Valdoviño                      |

#### Ferrocarril

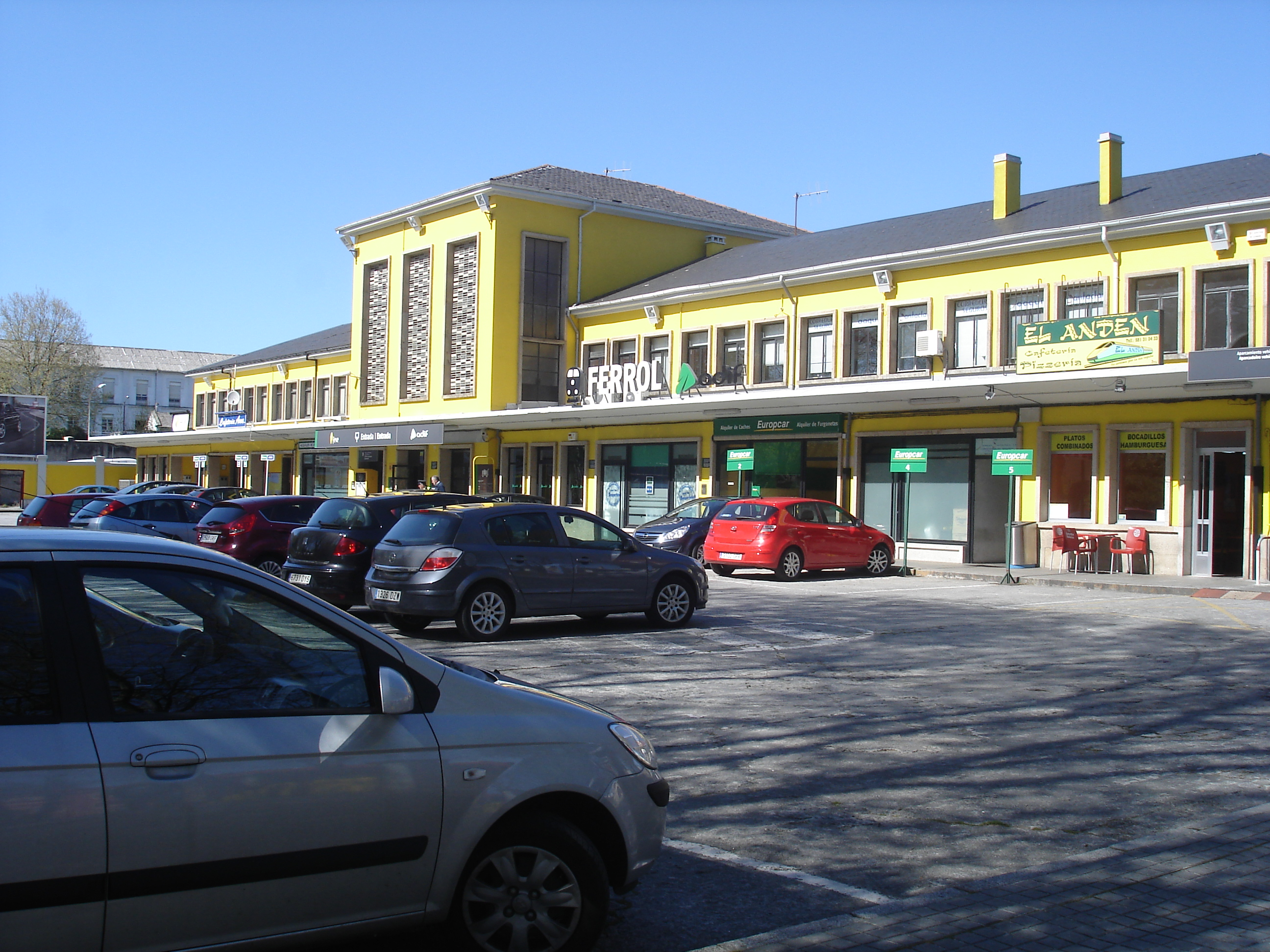
Estación de tren

Ferrol es la única ciudad gallega que cuenta con tendido de ancho métrico, una línea que une la ciudad con Gijón y permite el enlace con Oviedo. Es, además, el punto final de la línea de ancho ibérico, también de Adif, que parte de Betanzos-Infesta, donde enlaza con la línea Palencia-La Coruña-San Cristóbal, permitiendo la comunicación con Lugo, Orense, León, Valladolid, Zamora y Madrid. La Estación de Ferrol acoge tanto servicios de pasajeros como de mercancías. Existe un ramal ferroviario de Adif que conecta la estación de la ciudad con el puerto de Ferrol, exclusivamente utilizado para mercancías. Dicho ramal se encuentra en fase extensión hasta la dársena exterior del puerto.
Conexiones ferroviarias con las que cuenta la ciudad:

##### Cercanías
| Línea | Origen/Destino | Paradas intermedias | Destino/Origen |
| --- | -------------- | --- | -------------- |
| | Ferrol         | San Xoán · Virxe do Mar · Santa Cecilia · Alto del Castaño · Piñeiros · Ponto · Jubia · Ferrerías · Sedes · Pedroso · San Saturnino · Lamas · Apalla · Moeche · Labacengos · Entrambasrías · Cerdido · Cuqueira · Santa María de Mera · Ponte de Mera · San Claudio · Senra | Ortigueira     |
| | Ferrol         | San Xoán · Virxe do Mar · Santa Cecilia · Alto del Castaño · Piñeiros · Ponto · Jubia · Ferrerías · Sedes · Pedroso · San Saturnino · Lamas · Apalla · Moeche · Labacengos · Entrambasrías · Cerdido · Cuqueira · Santa María de Mera · Ponte de Mera · San Claudio · Senra · Ortigueira · Espasante · Loiba · Barquero · Vicedo · Mosende · Folgueiro · Covas · Vivero · Vivero-Apeadero · Juances · Jove-Pueblo · Jove · Lago · Bidueiros · San Ciprián · Madeiro · Burela · Cangas de Foz · Nois · Fazouro · Marzán · Foz · Barreiros · Reinante · Esteiro · Os Castros · Rinlo | Ribadeo        |
| NOTA: No todos los servicios ferroviarios de la línea realizan el recorrido completo entre Ferrol y Ortigueira, indicándose en negrita las paradas que actúan como cabecera de línea en función del horario del servicio. |                | |                |

##### Renfe Media Distancia
| Línea | Origen/Destino | Paradas intermedias | Destino/Origen |
| ----- | -------------- | --- | -------------- |
|       | Ferrol         | San Xoán · Virxe do Mar · Santa Cecilia · Alto del Castaño · Piñeiros · Ponto · Jubia · Ferrerías · Sedes · Pedroso · San Saturnino · Lamas · Apalla · Moeche · Labacengos · Entrambasrías · Cerdido · Cuqueira · Santa María de Mera · Ponte de Mera · San Claudio · Senra · Ortigueira · Espasante · Loiba · Barquero · Vicedo · Mosende · Folgueiro · Covas · Vivero · Vivero-Apeadero · Juances · Jove-Pueblo · Jove · Lago · Bidueiros · San Ciprián · Madeiro · Burela · Cangas de Foz · Nois · Fazouro · Marzán · Foz · Barreiros · Reinante · Esteiro · Os Castros · Rinlo · Ribadeo · Vegadeo-Pueblo · Vilavedelle · Castropol · Las Campas · Tol · Tapia de Casariego · La Caridad · Cartavio · Loza · Medal · Navia · Piñera-Villaoril · Villapedre · Otur · Luarca · Barcia · Canero · San Cristóbal · Cadavedo · Tablizo · Ballota · Santa Marina · Novellana · Valdredo · Soto de Luiña · San Cosme · San Martín de Luiña · La Magdalena · Villademar · Cudillero · El Pito-Piñera · Muros de Nalón · Los Cabos · Santianes · Pravia · Beifar · San Román · Aces · Sandiche · Grado · Peñaflor de Grado · Vega de Anzo · Santa María de Grado · Trubia · Soto Udrión · San Pedro · San Claudio · Las Mazas · Las Campas · Argañosa · Vallobín | Oviedo         |
| 5     | La Coruña      | Elviña-Universidad · El Burgo-Santiago · Cambre · Cecebre · Betanzos-Infesta · Betanzos-Ciudad · Miño · Perbes · Puentedeume · Cabanas · Franza · Barallobre · Perlío · Neda |                |

##### Renfe Larga Distancia
| Tren | Origen/Destino                     | Paradas intermedias | Destino/Origen |
| ---- | ---------------------------------- | --- | -------------- |
|      | Madrid-Chamartín - Clara Campoamor | Segovia-Guiomar · Medina del Campo AV · Zamora · Sanabria AV · La Gudiña-Porta de Galicia · Orense · Santiago de Compostela · La Coruña · Betanzos-Infesta · Betanzos-Ciudad · Puentedeume | Ferrol         |

#### Autobús
La red de autobuses públicos de Ferrol está integrada en el Plan de Transporte Metropolitano de Galicia, y abarca los municipios de Ferrol, Narón y Neda. El billete sencillo ronda entre los 0,88 € (con tarjeta metropolitana) y los 1,55 €. Se compone por las siguientes 24 líneas, explotadas por ALSA

##### Líneas urbanas
| Línea | Recorrido                    |
| ----- | ---------------------------- |
| A     | Puerto - O Puntal            |
| B     | Puerto - Hospitales          |
| C     | Praza Vella - Caranza        |
| D     | Canido - Hospitales          |
| E     | Plaza de Galicia - Couto     |
| F     | Canido - Plaza de Graña      |
| E-F   | Plaza de Graña - Couto       |
| P     | Playas (solo julio y agosto) |

##### Líneas rurales
| Línea | Recorrido                                       |
| ----- | ----------------------------------------------- |
| L1    | Mercado de San Xulián - O Val                   |
| L2    | Mercado de San Xulián - A Graña                 |
| L3    | Mercado de San Xulián - San Felipe              |
| L4    | Mercado de San Xulián - Circular                |
| L5    | Hospitales - Mougá Escolar                      |
| L6    | San Pablo - Hospital Novoa Santos               |
| L7    | Cementerio - A Pedreira                         |
| L8    | Plaza de España - Claudina                      |
| L9    | CEIP San Xoán de Filgueira - San Pedro de Leixa |
| L10   | Valón (Carretera) - San Felipe                  |
| L11   | Cementerio - Mougá                              |
| L12   | CEIP de Pazos - O Cruce                         |
| L13   | CEE Terra de Ferrol - Canido                    |
| L14   | Valón (Carretera) - Claudina                    |
| L15   | Valón (Pueblo) - Plaza de la Graña              |
| L16   | Canido - Canido                                 |

## Administración y política
La ciudad de Ferrol es la capital de la comarca de Ferrolterra, hecho por el cual acoge diversas instituciones civiles y militares, tales como la sede de la Autoridad Portuaria de Ferrol-San Cibrao, la Mancomunidad de la Ría o los 14 juzgados del partido judicial de Ferrol.
La administración encargada del gobierno autonómico de Galicia es la Junta de Galicia, que cuenta con una delegación territorial en Ferrol, ubicada en la plaza de Armas y un delegado propio. La Junta tiene amplias competencias sobre la gestión de la ciudad, desde asuntos sociales, comercio, educación, políticas económicas, tránsito, etcétera. También es la responsable de la construcción de equipamientos como escuelas, hospitales, juzgados, residencias para la tercera edad, universidades, etcétera.

### Gobierno municipal
El pleno municipal del Ayuntamiento de Ferrol está constituido por 25 concejales. Históricamente el gobierno de la ciudad ha sufrido gran inestabilidad, siendo comunes las coaliciones y las mociones de censura. En las elecciones municipales de 2023, la candidatura del Partido Popular, encabezada por José Manuel Rey Varela, obtuvo trece concejales, la del Partido dos Socialistas de Galicia-PSOE siete, la del Bloque Nacionalista Galego tres y, finalmente, la de Ferrol en Común dos. La mayoría absoluta dio la alcaldía a José Manuel Rey, del PPG.
| Periodo   | Nombre                       | Partido | Partido                                         |
| --------- | ---------------------------- | ------- | ----------------------------------------------- |
| 1979-1987 | Jaime Quintanilla Ulla       |         | Partido dos Socialistas de Galicia (PSdeG-PSOE) |
| 1987-1989 | Alfonso Couce Doce           |         | Alianza Popular (AP)                            |
| 1989-1991 | Manuel Couce Pereiro         |         | Partido dos Socialistas de Galicia (PSdeG-PSOE) |
| 1991-1991 | Mario Villaamil Pérez        |         | Partido Popular de Galicia (PPdeG)              |
| 1991-1995 | Manuel Couce Pereiro         |         | Partido dos Socialistas de Galicia (PSdeG-PSOE) |
| 1995-1999 | Juan Blanco Rouco            |         | Partido Popular de Galicia (PPdeG)              |
| 1999-2003 | Xaime Bello Costa            |         | Bloque Nacionalista Galego (BNG)                |
| 2003-2007 | Juan Manuel Juncal Rodríguez |         | Partido Popular de Galicia (PPdeG)              |
| 2007-2011 | Vicente Luis Irisarri Castro |         | Partido dos Socialistas de Galicia (PSdeG-PSOE) |
| 2011-2015 | José Manuel Rey Varela       |         | Partido Popular de Galicia (PPdeG)              |
| 2015-2019 | Jorge Suárez Fernández       |         | Ferrol en Común (FeC)                           |
| 2019-2023 | Ángel Mato Escalona          |         | Partido dos Socialistas de Galicia (PSdeG-PSOE) |
| 2023-act. | José Manuel Rey Varela       |         | Partido Popular de Galicia (PPdeG)              |

| Partido político                                | 2023  | 2023   | 2023       | 2019  | 2019   | 2019       | 2015  | 2015   | 2015       | 2011  | 2011   | 2011       | 2007  | 2007   | 2007       |
| Partido político                                | %     | Votos  | Concejales | %     | Votos  | Concejales | %     | Votos  | Concejales | %     | Votos  | Concejales | %     | Votos  | Concejales |
| Partido Popular de Galicia (PPdeG)              | 45,29 | 13 676 | 13         | 41,35 | 14 142 | 12         | 36,10 | 11 730 | 11         | 43,74 | 14 974 | 13         | 25,63 | 9400   | 7          |
| Partido dos Socialistas de Galicia (PSdeG-PSOE) | 29,48 | 8267   | 7          | 29,48 | 10 083 | 8          | 18,33 | 5955   | 5          | 24,13 | 8262   | 7          | 32,29 | 11 842 | 9          |
| Bloque Nacionalista Galego (BNG)                | 10,68 | 3226   | 3          | 7,38  | 2523   | 2          | 7,48  | 2432   | 2          | 8,49  | 2906   | 2          | 8,78  | 3219   | 2          |
| Ferrol en Común (FeC)-Esquerda Unida (EU)       | 9,62  | 2906   | 2          | 10,71 | 3663   | 3          | 21,98 | 7142   | 6          | 9,23  | 3160   | 2          | 14,19 | 5203   | 4          |
| Cidadáns (Cs)                                   | —     | —      | —          | 3,68  | 1258   | 0          | 5,65  | 1837   | 1          | —     | —      | —          | —     | —      | —          |
| Independientes por Ferrol (IF)                  | —     | —      | —          | —     | —      | —          | —     | —      | —          | 5,28  | 1806   | 1          | 12,82 | 4703   | 3          |

### Organización territorial
Parroquias que forman parte del municipio:
- Brión (Santa María)
- Cobas[85]
- Doniños (San Román)
- Esmelle (San Xoán)
- La Cabana (San Antonio)[cita requerida]
- La Graña[85]
- La Mariña[85]
- Leija[85]
- Mandiá (Santa Eugenia)[cita requerida]
- Marmancón (San Pedro)
- Serantes (San Salvador)
- Trasancos (Santa Cecilia)

## Cultura

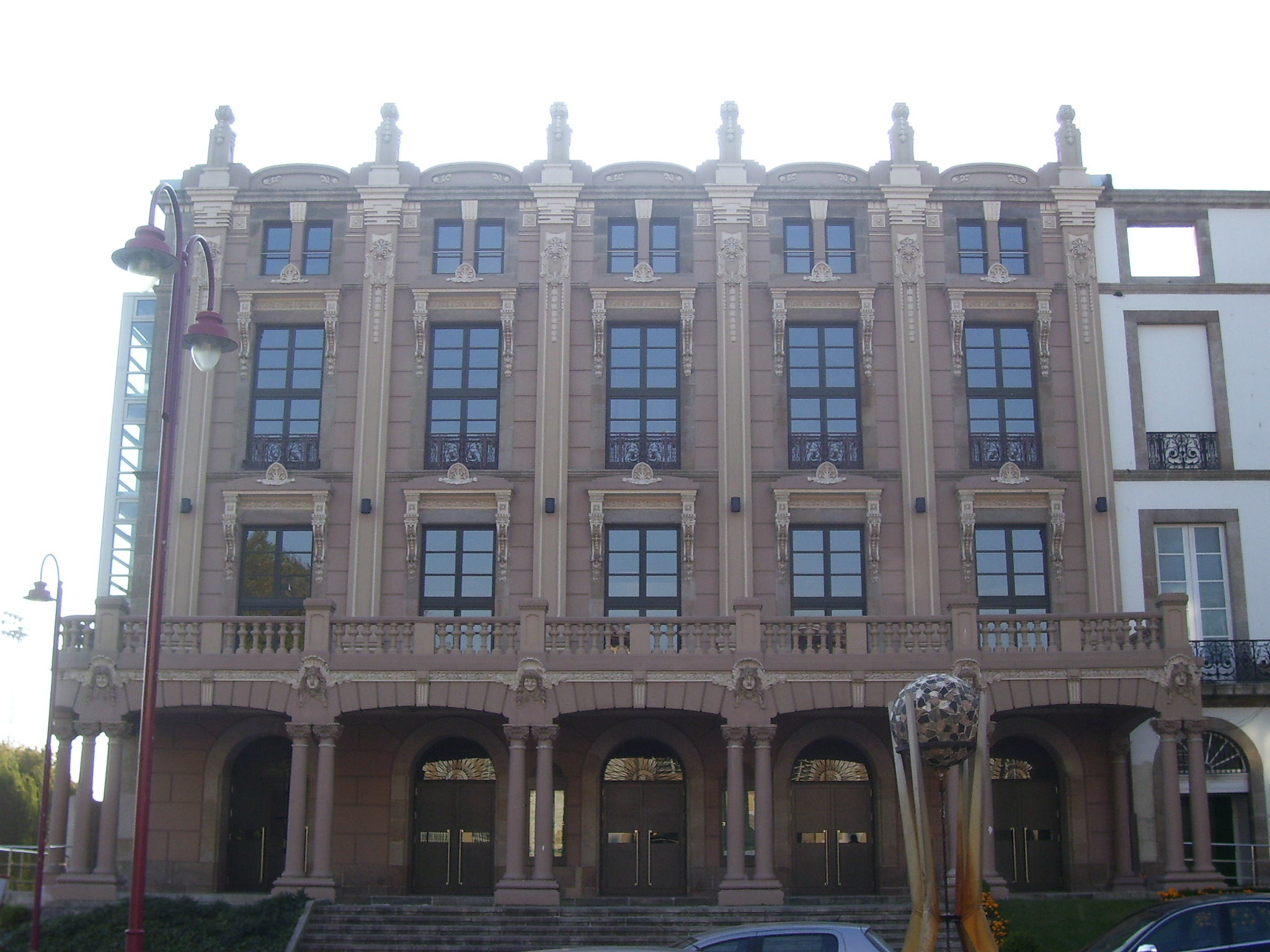
Teatro Jofre

- Centro cultural Torrente Ballester: ocupa las instalaciones del antiguo Hospital de Caridad, ubicado en el barrio de La Magdalena. Se trata de un edificio datado en 1786 dedicado a la cultura desde 1993. En él tienen cabida todo tipo de manifestaciones artísticas, especialmente las nuevas tendencias. Acoge permanentemente la exposición de pinturas de Felipe Bello Piñeiro y grabados de Máximo Ramos. La que fuera capilla del antiguo hospital sirve de escenario para diversas manifestaciones culturales, desde teatro hasta actuaciones musicales para minorías. Tiene un aforo de 176 espectadores.
- Teatro Jofre: emblemático edificio de la ciudad, inaugurado en 1892, con planta en forma de herradura. Su maravillosa acústica lo convierte en el escenario perfecto para óperas, orquestas, zarzuelas y todo tipo de actuaciones musicales. Todo ello se complementa con representaciones teatrales de primer nivel y otro tipo de actos que se desarrollan en sus instalaciones (galas, actos institucionales, etc.). Fue reinaugurado en 2005 tras un esmerado proceso de rehabilitación y cuenta con un aforo de 556 butacas. Destaca su fachada, obra de Rodolfo Ucha, quien fue el máximo exponente del Modernismo en Ferrol.
- Auditorio de Ferrol: con 7000 m cuadrados y un aforo de 900 espectadores, está destinado a grandes representaciones artísticas y musicales: óperas, música contemporánea, musicales, etc.; así como reuniones, congresos, conferencias y todo tipo de encuentros profesionales que requieran de un espacio amplio. Situado en el barrio de Caranza, se inauguró en 2014.[87]
- Centro cívico de Caranza: espacio de tamaño reducido, dedicado pequeñas exposiciones, actuaciones musicales de grupos locales y ciclos de teatro aficionado. Se encuentra situado en el barrio de Caranza.
- Ateneo Ferrolán: ubicado en la calle de la Magdalena, acoge ciclos de cine, conferencias, pequeñas exposiciones, debates y todo tipo de actos culturales.
- Museo Naval: situado en instalaciones de la Armada Española, ofrece la posibilidad de contemplar todo tipo de objetos relacionados con la Marina de Guerra, tanto maquetas como partes de barcos, banderas de combate, uniformes, mapas, fotografías, etc.
- Exposición Nacional de la Construcción Naval (Exponav): Muestra los procesos de construcción de un barco, sus partes más destacadas, funcionamiento, etc. Acoge restos de naufragios de hace varios siglos, como los de la Fragata Santa María Magdalena. Mediante audiovisuales, ofrece la posibilidad de conocer más profundamente el proceso de construcción y botadura de un barco. Está especialmente basado en el trabajo desarrollado por los astilleros de Ferrol y su comarca, dedicando toda la primera planta del inmueble en exclusiva a los mismos, con especial atención a la antigua ASTANO.
- Afundación: acoge charlas, conferencias, ciclos de cine de autor y todo tipo de actos en su auditorio. Dedica varias plantas de su imponente sede situada en el Cantón de Molins a todo tipo de exposiciones no permanentes, fundamentalmente, pintura, fotografía y grabado.
- Museo de la Sociedad Gallega de Historia Natural: en él se pueden observar restos óseos y disecados de aves, mamíferos marinos, crustáceos otros seres vivos. Está ubicado en la plaza de Canido.
- Museo de la Semana Santa: se pueden ver muchas de las imágenes y utensilios que participan en la Semana Santa de Ferrol, declarada de interés turístico internacional. Está situado en los bajos de la cuesta de Mella.

### Fiestas

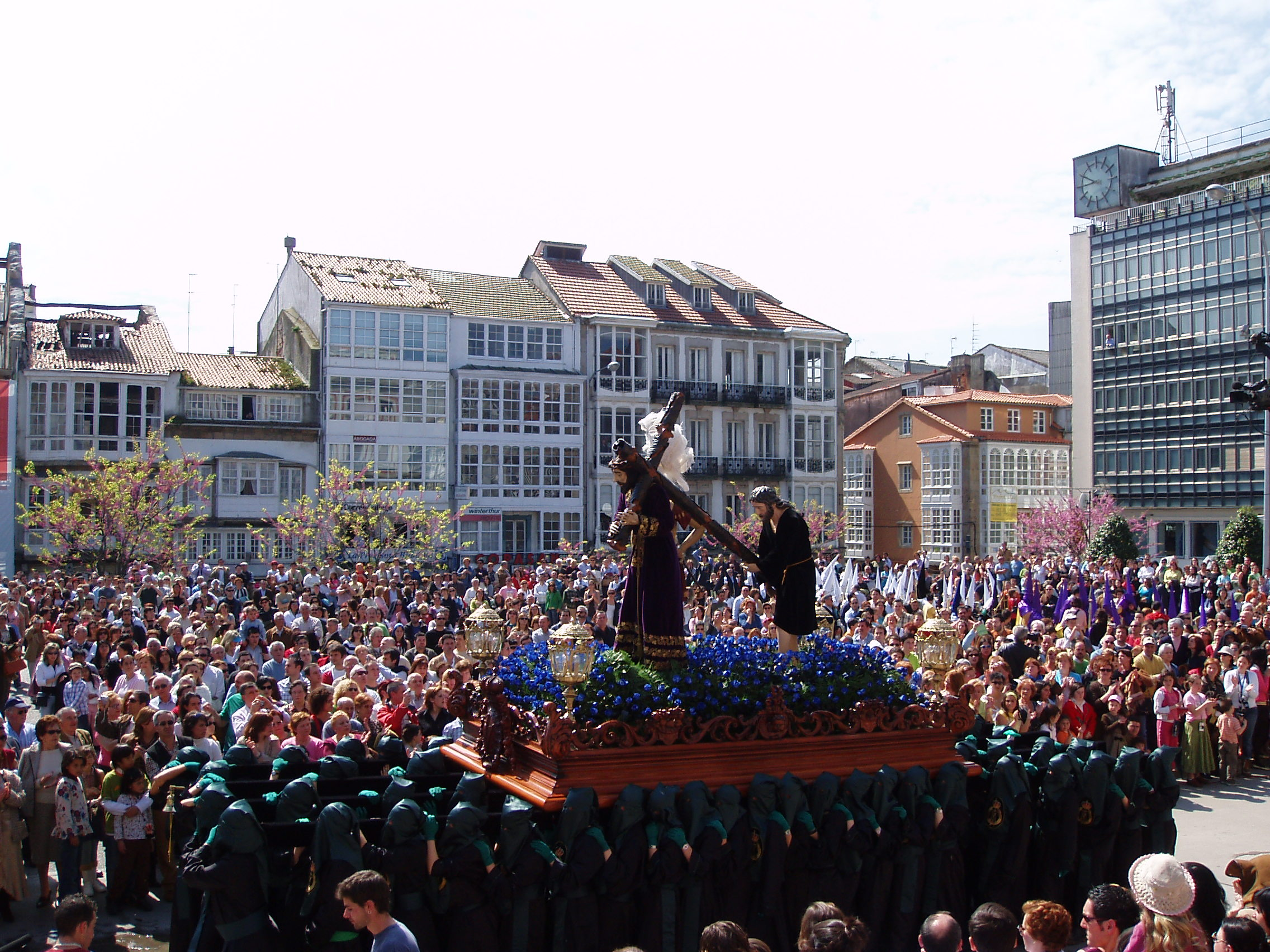
Jesús Nazareno en la Procesión del Santo Encuentro de 2006

- La Semana Santa en Ferrol está considerada desde 2014 como Fiesta de Interés Turístico Internacional.[88] Desde 1995 contaba con la consideración de Fiesta de Interés Turístico Nacional.[88] Un total de cinco cofradías, reunidas en la Junta General de Cofradías y Hermandades, organizan en torno a una veintena de desfiles procesionales durante la Semana de Pasión.

- Venerable, Real y Muy Ilustre Cofradía del Santísimo Cristo de la Misericordia y María Santísima de los Dolores
- Pontificia, Real e Ilustre Cofradía de Nuestra Señora de las Angustias
- Cofradía de la Soledad
- Cofradía de Caballeros del Santo Entierro
- Cofradía de la Merced

- Noche de las Pepitas. Se celebra en vísperas del 19 de marzo (en la tarde-noche del día 18, normalmente). Diversas agrupaciones musicales de Ferrol y su comarca (conocidas como rondallas), llenan la ciudad con sus sones, rondando a las mujeres ferrolanas, que contemplan el espectáculo desde los balcones del barrio de La Magdalena. Entrada la noche, tiene lugar un recital de rondallas en la plaza de Amboage, con la participación de todas aquellas que hayan recorrido las calles por la tarde. Esta celebración tiene la consideración de Fiesta de Galicia de Interés Turístico.
- Fiestas de verano. Durante el mes de agosto, se desarrollan en toda la ciudad, incluyendo actuaciones musicales de primer nivel, zarzuela, espectáculos al aire libre, feria medieval y diversos eventos deportivos. Tienen su colofón en la noche del 31 de agosto, Día de San Ramón, con un espectáculo pirotécnico junto al mar, en honor al Marqués de Amboage.
- Romería de Chamorro. Se celebra el lunes de Pascua (festivo local en Ferrol). Es una de las tradiciones más arraigadas en la ciudad. Los ferrolanos ascienden por la ladera del monte hasta llegar a la ermita de la Virgen del Nordés (o de Chamorro) donde depositan sus ofrendas en forma de exvotos. Después de las celebraciones religiosas comienza una jornada campestre acompañada por música tradicional gallega y las típicas rosquillas de romería que se venden en los puestos colocados para la ocasión.
- 7 de enero. Día de San Julián, festivo local. Es el patrón de la ciudad y el postre tradicional que se toma ese día es el arroz con leche. Se suelen repartir raciones gratis en la plaza de Armas, donde está el ayuntamiento, que también organiza actos institucionales ese día.[89]

### Deporte
La ciudad cuenta con el Club Natación Ferrol de cuya sección de triatlón destacó el pentacampeón del mundo Javier Gómez Noya. Desde 2006 la ciudad dispone de un equipo específico de esta disciplina con deportistas como Míriam Casillas.
También hay equipos de diversas disciplinas deportivas, como O Parrulo Fútbol Sala, el Club Rugby de Ferrol y en baloncesto el Ferrol C.B. En categoría masculina, el más representativo es el Racing Club de Ferrol, club de fútbol centenario y un clásico de la Segunda División, habiendo disputado un total de 35 temporadas en la categoría de plata del fútbol español, siendo el club de España con mayor número de participaciones en segunda dfivisión que nunca ha logrado el ascenso a Primera División. Actualmente, disputa el campeonato de liga de Segunda División, categoría que recuperaron tras 15 años de ausencia y tras quedar campeones del Grupo I de la Primera Federación de la temporada 2022/2023.
Fue importante el desaparecido Club Baloncesto OAR Ferrol. En categoría femenina compite el Club Universitario Ferrol, fundado en 1997. Otras asociaciones deportibvas son el «club de Remo A Cabana-Ferrol» y el «club de Remo San Felipe».
Durante el mes de agosto, se disputa anualmente el Rally de Ferrol, puntuable para el Campeonato de España de Rally.

#### Instalaciones deportivas
Las principales instalaciones deportivas de la ciudad son:
- Estadio de A Malata, estadio de fútbol, con una capacidad para 11 922 espectadores. También dispone de piscina climatizada, gimnasio, rockódromo, lago artificial para la práctica de kayak-polo,Skatepark y spa.[cita requerida]

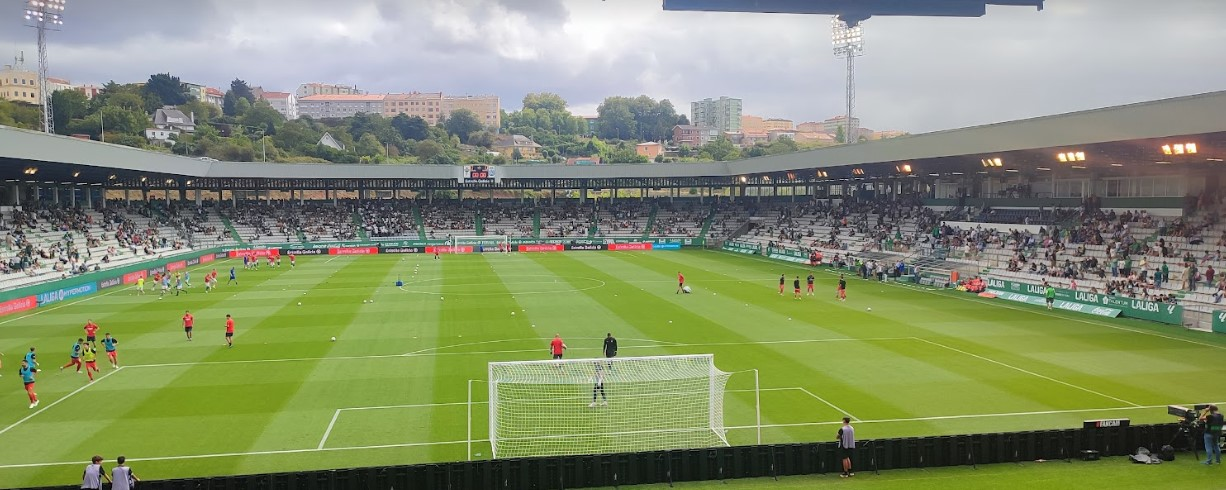
Estadio de A Malata (2023)

- Polideportivo A Malata. Con superficie de parqué, dispone de un aforo de 4000 espectadores. Acoge, fundamentalmente, encuentros de fútbol sala, baloncesto y balonmano, así como exhibiciones de gimnasia y otras modalidades deportivas.[cita requerida]

- Pistas deportivas de La Malata

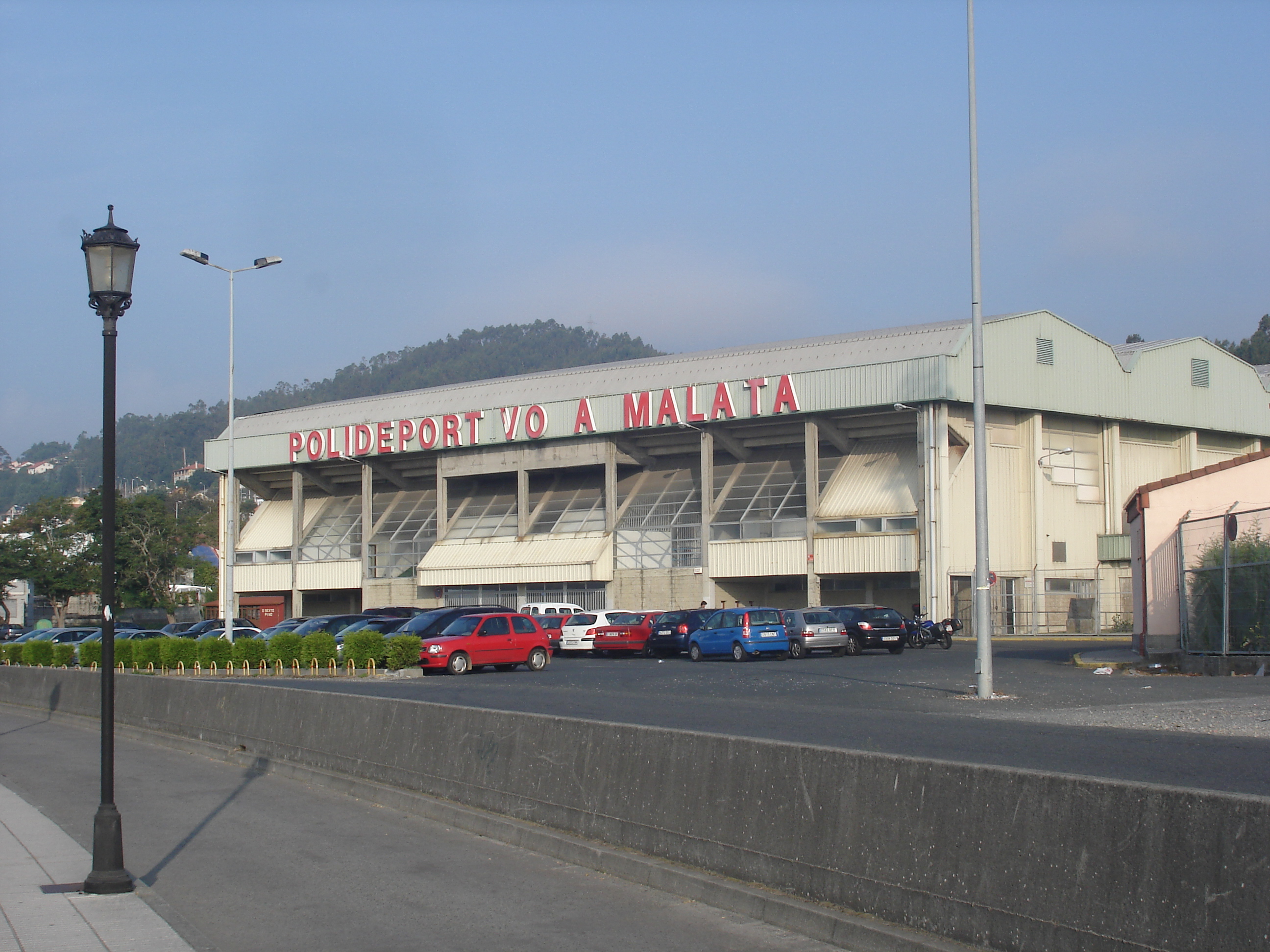
Polideportivo A Malata

Pistas de atletismo, canchas de tenis y de pádel.
- Complejo polideportivo Javier Gómez Noya. Ubicado en el barrio de Caranza, cuenta con campos de fútbol, pista polideportiva y piscina cubierta climatizada. Recibe esta denominación desde 2008,[94] como homenaje al triatleta y medallista olímpico ferrolano Javier Gómez Noya.
- Polideportivo de Esteiro
- Polideportivo del Ensanche
- Campos de fútbol de La Gándara
- Casa del deporte de Caranza

### Medios de comunicación
Prensa
- Diario de Ferrol: periódico local fundado en 1999
- La Voz de Galicia: la ciudad cuenta con delegación de este periódico de tirada nacional
- Ferrol360: la urbe tiene un periódico digital fundado en 2013 por varios periodistas locales

Televisión local
Televisión Ferrol Canal 31
- Radios autonómicas:

- Radio Galega En el 103.90 FM
- Radio Galega Música En el 106.30 FM
- Radio Voz En el 105.40 FM

- Radios nacionales:

- Kiss FM En el 87.90 FM
- Cadena 100 La Coruña-Ferrol En el 88.70 FM
- Los 40 Principales Coruña En el 91.00 FM
- Radio Clásica: En el 91.60 FM
- Gestiona Radio: En el 93.10 FM
- Cadena SER Radio Ferrol En el 93.0 FM
- Radio 3: En el 94.50 FM
- Europa FM En el 95.00 FM
- Radio 5: En el 95.80 FM y 558 OM
- M80 Radio Coruña En el 97.60 FM
- Cadena COPE Ferrol En el 97.90 FM y 837 OM
- Cadena Dial Rías Altas En el 98.50 FM
- Rock FM En el 98.90 FM
- Onda Cero Ferrol En el 99.30 FM
- Radio Nacional En el 100.40 FM y 639 OM
- MegaStar FM Ferrol En el 101.30 FM
- Radio María Ferrol En el 102.30 FM

## Ciudades hermanadas
- Vila do Conde, Portugal (1973)[95]
- Águeda, Portugal (1999)[96]
- Viana do Castelo, Portugal[96]
- Cartagena, España[cita requerida]
- Lugo, España (2000)[97]
- Mondoñedo, España (2004)[98]